# Regatele Unite ale Suediei și Norvegiei
Regatele Unite ale Suediei și Norvegiei, cunoscută mai ales ca Uniunea dintre Suedia și Norvegia, (suedeză Svensk-norska unionen; norvegiană Den svensk-norske union) (sau și ca Suedia și Norvegia ori Suedia-Norvegia), sau ca Regatele Unite, a fost o uniune personală a regatelor Suedia și Norvegia sub un monarh comun și cu o politică externă comună care a durat din 1814 până la dizolvarea sa pașnică din 1905.
Constituțiile, parlamentele, guvernele, bisericile de stat, forțele armate și monedele naționale ale celor două state erau separate. Regii utilizau ca reședință oficială în special Stockholmul, unde se aflau de altfel și ambasadele străine. Guvernul norvegian era prezidat de un vicerege: suedez până în 1829 și norvegian până în 1856. Postul de vicerege a rămas vacant până în 1873, când a fost de altfel desființat. Politica externă era stabilită de către Ministerul Afacerilor Externe al Suediei până la dizolvarea uniunii din 1905.
Norvegia fusese într-o strânsă uniune cu Danemarca, dar alianța Danemarca-Norvegia cu Franța Napoleoniană i-a făcut pe britanici și ruși să accepte anexarea Norvegiei drept compensație pentru pierderea Finlandei în 1809, ca un gest de recunoștință pentru alăturarea suedezilor la luptele împotriva lui Napoleon. Prin Tratatul de la Kiel din 1814, regele Danemarcei și Norvegiei a fost forțat să cedeze Norvegia regelui Suediei. Dar Norvegia a refuzat să se supună prevederilor tratatului, regatul proclamându-și independența. Norvegienii au convocat o adunare constituantă la Eidsvoll la începutul anului 1814.
După adoptarea unei noi consituții pe 17 mai 1814, prințul Christian Frederick a fost ales rege. Războiul suedezo-norvegian care a urmat și Convenția de la Moss, care a pus capăt conflictului, l-au obligat pe Christian Frederick să abdice după încheierea unei sesiuni extraordinare a Stortingului, în cadrul căreia a fost revizuită Constituția pentru a face posibilă uniunea personală cu Suedia. Pe 4 noiembrie, Stortingul l-a ales pe Carol al XIII-lea ca rege al Norvegiei, consfințind astfel uniunea. Neînțelegerile neîntrerupte dintre cele două regate au condus la o încercare eșuată de creare a unui serviciu consular separat norvegian și apoi, pe 7 iunie 1905, la proclamarea unilaterală a independenței Norvegiei de către Storting. Suedia a accepta dizolvarea uniunii pe 26 octombrie. După plebiscitul din 1905, prințul Carl al Danemarcei a fost proclamat rege al Norvegiei, pe 18 noiembrie, cu numele de Haakon al VII-lea. 

## Cadrul istoric
Suedia și Norvegia au fost unite sub aceeași coroană de două ori: din 1319 până în 1343 și pentru o mai scurtă perioadă în 1449–1450 în opoziție cu Christian de Oldenburg, care a fost ales rege al Uniunii de la Kalmar de către danezi. În secolele care au urmat, Norvegia a rămas într-o uniune strânsă cu Danemarca, din punct de vedere oficial ca un regat autonom, dar în realitate redusă la statutul de provincie, guvernată de regii danezi din capitala Copenhaga. După instaurarea absolutismului în 1660, a fost stabilită o formă de guvernare mai puternic centralizată, dar Norvegia a păstrat câteva instituții separate, printre care propriu sistem juridic și propria valută. Istoricii au denumit uniunea celor două regate ca Danemarca-Norvegia. 
Suedia s-a deprins din Uniunea Kalmar definitiv în 1523 în timpul regelui Gustav Vasa, iar pe la mijlocul secolului al XVII-lea a devenit o mare putere regională, după implicarea armatelor lui Gustav Adolf în Războiul de Treizeci de Ani. Cu toate acestea, războaiele ambițioase ale regelui Carol al XII-lea au dus la pierderea acestui statut după Marele Război al Nordului din 1700–1721.
După desprinderea Suediei din Uniunea de la Kalmar, aceasta și Danemarca-Norvegia au devenit puteri rivale și au luptat în mai multe războaie, la finalul cărora atât Danemarca cât și Norvegia au fost obligate să cedeze provincii importante Suediei în 1645 și 1658. Suedia a invadat Norvegia în 1567, 1644, 1658 și 1716 cu scopul desființării uniunii cu Danemarca ori să o anexeze sau să formeze o nouă uniune. Războaiele și invaziile repetate au creat resentimente puternice în rândul norvegienilor față de Suedia. 
În timpul secolului al XVIII-lea, Norvegia s-a bucurat de o perioadă de prosperitate și a devenit o parte tot mai importantă a uniunii. Cea mai mare creștere a avut-o exportul de cherestea, Regatul Unit fiind cel mai important importator. Proprietarii de joagăre și negustorii de cherestea din regiunea Christiania, care acumulaseră averi mari și influență economică, au format o elită care au început să vadă guvernul central de la Copenhaga ca o piedică în fața aspirațiilor norvegiene. Revigorarea sentimentelor naționale au dus la punerea sub semnul întrebării a politicilor care favorizau interesele daneze și respingeau revendicările norvegienilor pentru instituții naționale importante precum o bancă sau o universitate. Unii dintre membrii „aristocrației lemnului” îi vedeau pe suedezi ca pe niște parteneri naturali și întrețineau relații comerciale și politice bune cu Suedia. 
În jurul anului 1800, mai multe personalități norvegiene erau în secret în favoarea unei despărțiri de Danemarca, dar nu au întreprins măsuri concrete pentru obținerea independenței. Conducătorul lor neoficial a fost contele Herman Wedel-Jarlsberg.
Politica suedeză din aceeași perioadă era să întrețină contacte apropiate cu Norvegia și să încurajeze orice semn de separatism. Regele Gustav al III-lea (1746–1792) a întreținut legături active cu cercurile politice și economice norvegiene pentru favorizarea unei uniuni cu Suedia și ruperea uniunii cu Danemarca. Eforturile pentru o „reapropiere” făcute de pe ambele laturi ale frontierei nu au fost deloc realiste mai înainte ca Războaiele Napoleoniene să creeze condiții care să provoace schimbări politice în Scandinavia. 

### Consecințele Războaielor Napoleoniene
Suedia și Danemarca-Norvegia au încercat (și au și reușit pentru o perioadă) să rămână neutre în timpul Războaielor Napoleoniene, în ciuda numeroaselor invitații de care le-au primit să se alăture taberelor aflate în conflict. Ambele țări s-au alăturat Rusiei în Liga Neutralității Armate în 1800. Danemarca-Norvegia a fost forțată să se retragă din Ligă după raidul britanic în timpul primei bătălii de la Copenhaga din aprilie 1801, dar a continuat să respecte politica de neutralitate. Liga s-a destrămat după asasinarea țarului Pavel I în 1801.
Danemarca-Norvegia a fost împinsă să intre în alianță cu Franța după un al doilea atac preventiv britanic împotriva flotei daneze în a doua bătălie de la Copenhaga. Capitala aflată fără apărare a fost obligată să accepte predarea flotei după un bombardament britanic puternic, trupele terestre fiind masate la granița sudică pentru apărarea împotriva unui posibil atac francez. Cum Suedia se alăturase britanicilor între timp, Danemarca-Norvegia a fost forțată de Napoleon să declare război Suediei pe 29 februarie 1808. 
Datorită faptului că blocada navală britanică a împiedicat comunicațiile dintre Danemarca și Norvegia, a fost înființat un guvern provizoriu norvegian în Christiania, în frunte cu generalul de armată prințul Carl August de Augustenborg. Acest prim guvern național înființat după secole de guvernare daneză a demonstrat că autonomia este posibilă pentru Norvegia, acest guvern fiind văzut ca un test al viabilității independenței. Cea mai mare provocare a lui Christian August a fost asigurarea aprovizionării în timpul blocadei. Când Suedia a invadat Norvegia în primăvara anului 1808, Christian August a preluat personal comanda armatei Norvegiei de Sud și a obligat forțele suedeze superioare din punct de vedere numeric să se retragă în spatele frontierei după bătăliile de la Toverud și Prestebakke. Succesele sale în calitate de comandant militar și de șef al guvernului provizoriu l-au făcut foarte popular în Norvegia. Mai mult decât atât, adversarii săi din Suedia au observat meritele și popularitatea lui și, în 1809, l-au ales ca succesor la tronul suedez, după ce regele Gustav Adolf a fost detronat.

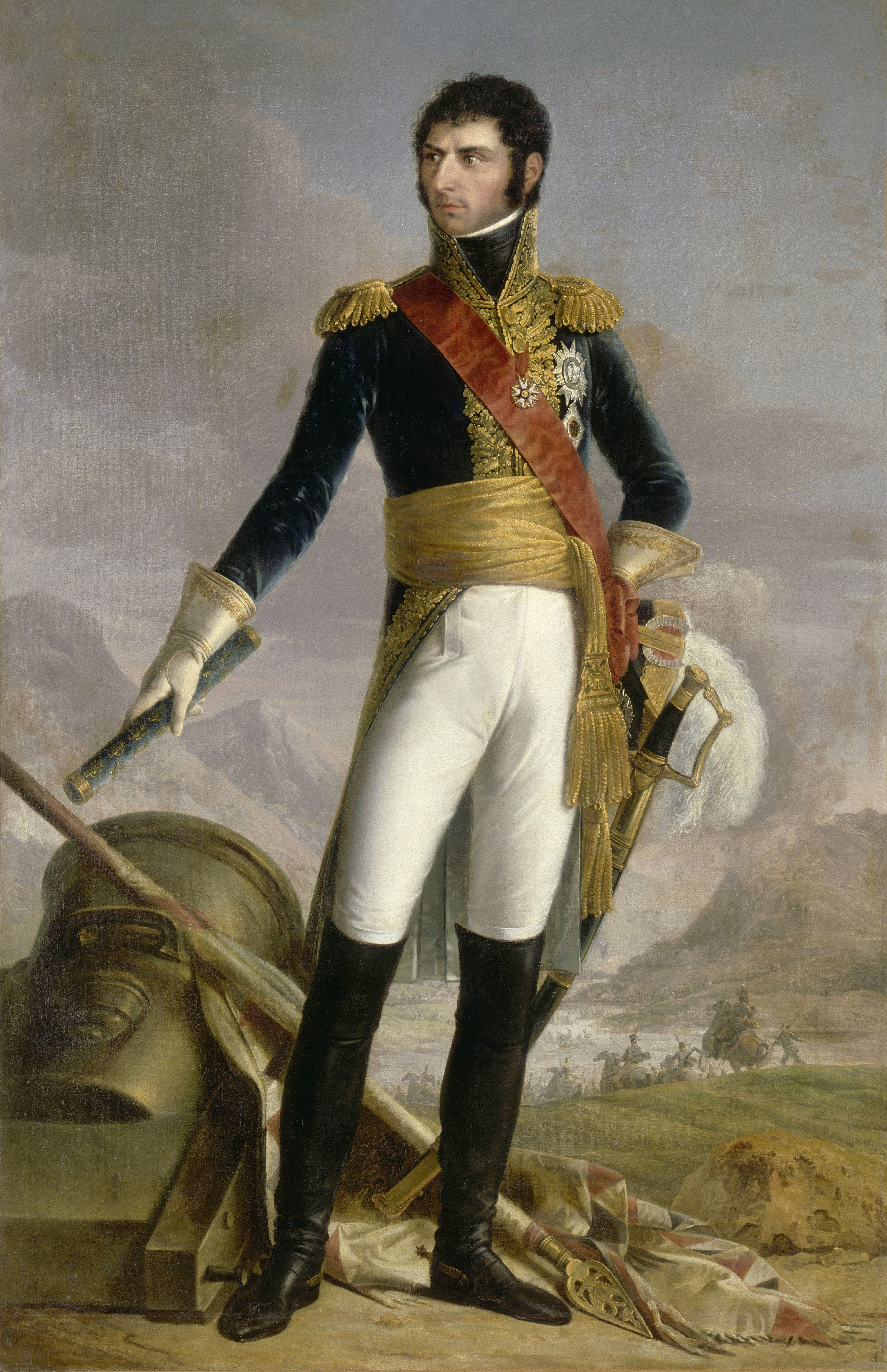
Jean Baptiste Bernadotte, mareșal al Franței, prințul de coroană al Suediei (1810) și Norvegiei (1814), rege al Suediei și Norvegiei(1818). Joseph Nicolas Jouy, după François-Joseph Kinson.

Unul dintre motivele care au contribuit la prestația slabă a forțelor suedeze de invazie în Norvegia a fost invazia simultană rusă în Finlanda din 21 februarie 1808. Războiul pe două fronturi a fost un dezastru pentru Suedia. Suedia a fost obligată să cedeze întreg teritoriul finlandez prin Pacea de la Fredrikshamn de pe 17 septembrie 1809. Între timp, nemulțumirile armatei față de modul în care regele a condus războiul au dus la detronarea lui Gustav al IV-lea pe 13 mai 1809. Prințul Christian August, comandantul forțelor norvegiene inamice, care fusese numit vicerege al Norvegiei în 1809, a fost ales de ofițerii care îl detronaseră pe regele Suediei ca prinț moștenitor datorită popularității în rândul norvegienilor, sperând că astfel va fi deschisă calea pentru o uniune cu Norvegia, care ar fi compensat pierderea Finlandei. Christian August a fost foarte apreciat pentru că nu a urmărit trupele suedeze în retragere, în condițiile în care Suedia făcea față cu greu asaltului armatei ruse în Finlanda. Christian August a fost ales prinț moștenitor al Suediei pe 29 decembrie 1809. El a părăsit Norvegia pe 7 ianuarie 1810. După moarte subită a lui Christian August (mai 1810), suedezii au ales ca succesor un alt general inamic, mareșalul francez Jean Baptiste Bernadotte, care a fost considerat nu doar un militar care a dat dovadă de măiestrie militară, dar și un adversar care s-a comportat cavalerește în război. 

### Suedia a căutat compensații pentru pierderea Finlandei

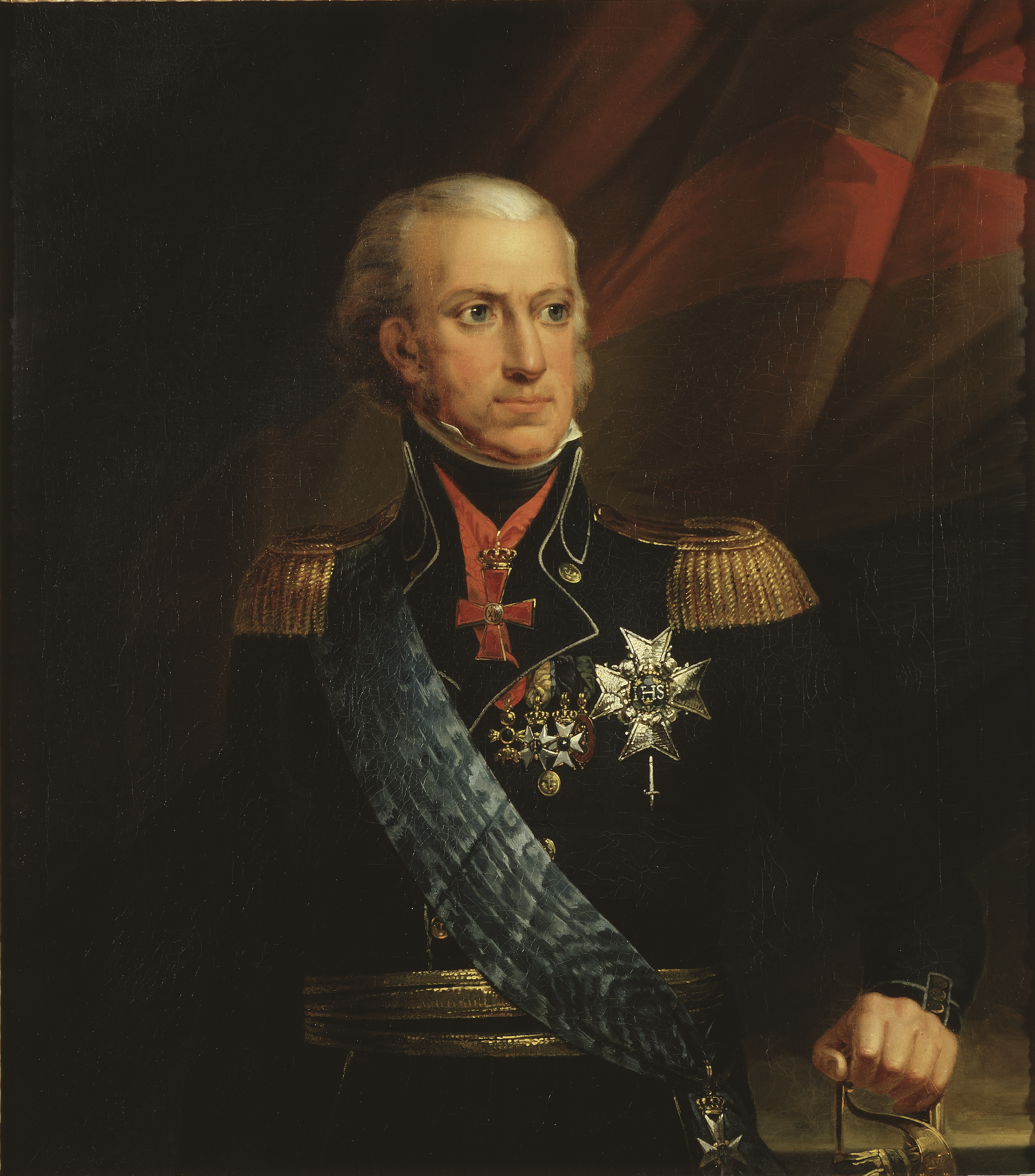
Regele Carol al XIII-lea (Carol al II-lea în Norvegia)

Obiectivul principal al politicii lui Bernadotte după alegerea sa ca prinț moștenitor a fost anexarea Norvegiei. El a urmărit îndeplinirea acestui obiectiv renunțând la orice pretenție legată de Finlanda pe de-o parte, și alăturându-se inamicilor lui Napoleon pe de alta. În 1812, el a semnat tratatul secret de la Sankt Petersburg⁠(d) cu Rusia pentru lupta împotriva Franței și uniunii Danemarca-Norvegia. Politica sa externă a provocat unele critici în rândul politicienilor suedezi, care considerau că este imoral să te folosești de slăbiciunea unui vecin prietenos mai slab pentru obținerea de compensații teritoriale. În plus, Regatul Unit și Rusia au insistat datoria prințului moștenitor are în primul rând o datorie față de coaliția anti-napoleoniană. Marea Britanie a opus cu fermitate cheltuirii subvențiilor sale pentru aventura norvegiană mai înainte ca inamicul comun să fi fost zdrobit. Marea Britanie a promis lipsită de entuziasm să aprobe uniunea Norvegiei și Suediei negociată prin tratatul de la Stockholm din 3 martie 1813. Câteva săptămâni mai târziu, Rusia a garantat înființarea uniunii, iar în aprilie, Prusia a promis că va fi de acord cu anexarea Norvegiei de către suedezi. Între timp, Suedia și-a îndeplinit obligațiile asumate, alăturându-se celei de a Șasea Coaliții și a declarat război Franței și Danemarcei pe 24 martie 1813.
În timpul campaniei sale pe continent, Carol al XIV-lea a condus spre victorie Armata Nordică în bătălia de la Leipzig, după care a atacat Danemarca pentru a-l forța pe regele danez să cedeze Norvegia.

## 1814

### Tratatul de la Kiel
Pe 7 ianuarie, în condițiile în care forțele daneze erau pe cale să fie copleșite de trupele suedeze, ruse și germane sub comanda prințului moștenitor ales al Suediei, regele Frederic al VI-lea al Danemarcei (și Norvegiei)a acceptat să cedeze Norvegia regelui Suediei pentru ca să evite ocuparea Iutlandei.
Tratatul de la Kiel de pe 14 ianuarie a oficializat condițiile impuse de suedezi, danezii obținând păstrarea suveranității asupra posesiunilor norvegiene din Insulele Feroe, Islanda și Groenlanda. Articolul IV al tratatului stabilea că Norvegia este cedată „regelui Suediei”, dar nu Regatului Suediei, o prevedere care era favorabilă foștilor supuși danezi din Norvegia ca și viitorului lor rege, a cărui poziție de fost revoluționar transformat în moștenitor l tronului suedeze nu era nici pe departe în siguranță. Corespondența secretă a guvernului britanic în zilele care au precedat semnarea tratatului arată că Londra a insistat ca părțile aflate în negociere să ajungă la o înțelegere pentru ca să fie evitată o invazie pe scară largă a Danemarcei. Bernadotte a trimis o scrisoare guvernelor Prusiei, Austriei și Regatului Unit în care le-a mulțumit pentru ajutor, a subliniat rolul Rusiei în negocierile pentru pace și a prevăzut o stabilitate pe termen lung în regiunea scandinavă. La 18 ianuarie, regele danez a trimis o scrisoare poporului norvegian, eliberându-l de jurământul de fidelitate.

### Tentativa de lovitură de stat a prințului Christian Frederik
Cum era deja în Norvegia, viceregele Norvegiei, prințul ereditar Christian Frederik a decis să păstreze integritatea țării și, dacă este posibil, uniunea cu Danemarca, preluând conducerea unei insurecții norvegiene. Regele danez a fost informat de complotiști despre aceste planuri într-o scrisoare secretă din decembrie 1813 și probabil a fost de acord să se îi sprijine. Pană la urmă însă, acceptând condițiile tratatului de la Kiel, el i-a ordonat lui Christian Frederik să predea fortărețele de frontieră și să se reîntoarcă în Danemarca. Christian Frederik a păstrat însă secretul în privința acestui ordin și a ordonat trupelor să păstreze controlul asupra fortificațiilor. El a decis să ceară tronul Norvegiei în calitate de moștenitor legal și să formeze un guvern independent al cărui șef să fie. Pe 30 ianuarie el a cerut sfatul câtorva consilieri importanți norvegieni în fața cărora a afirmat că Frederick nu avea dreptul legal să îl oblige să renunțe la moștenirea tronului, a susținut că el era regele de drept al țării și că Norvegia avea dreptul la autodeterminare. Acest consiliu improvizat i-a dat dreptate și a stabilit că a venit momentul pentru obținerea independenței.
Pe 2 februarie, norvegienii au aflat veștile despre cedarea țării lor regelui Suediei. Aceste vești au provocat indignare în cea mai mare parte a populației, norvegienilor neplăcându-le ideea să fie supușii monarhului suedez. Ei au sprijinit cu entuziasm ideea de independență a țării. Prințul moștenitor Bernadotte i-a amenințat pe norvegieni cu ocupația militară și cu instituirea unui embargou al cerealelor dacă țara nu se supune de bună voie prevederilor Tratatului de la Kiel. Dacă erau acceptate prevederile tratatului, el promitea să convoace o convenție constituțională. Mai înainte de a-și ține promisiunile, el trebuia să încheie campania militară pe continent, ceea ce le-a permis norvegienilor să își dezvolte planurile. 

### Mișcarea pentru independență și amenințarea de război

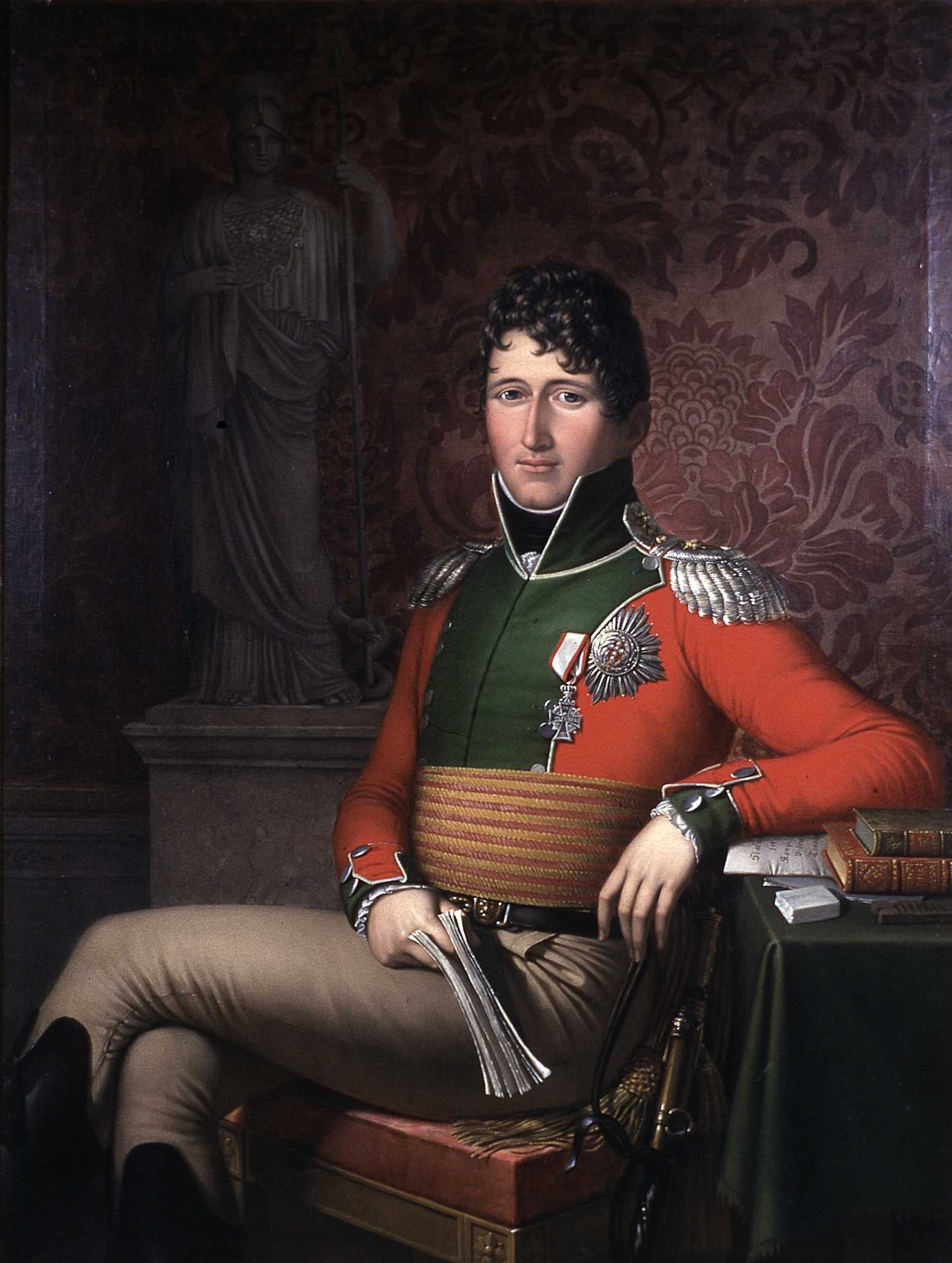
Christian Frederik, prinț ereditar al Danemarcei și Norvegiei. Rege al Norvegiei mai–octombrie 1814. Rege al Danemarcei (Christian VIII) 1839–1848. Portret de Johan Ludwig Lund, 1813

Pe 10 februarie, Christian Frederik a invitat pentru discuții mai mulți norvegieni importanți la o întâlnire pe proprietatea prietenului său Carsten Anker de la Eidsvoll. El și-a informat invitații despre faptul că intenționa să reziste hegemoniei suedeze și să pretindă dreptul de moștenire a coroanei norvegiene. Consilierii lui l-au convins în timpul întâlnirii de la Eidsvoll că cererea pentru independența Norvegiei ar fi trebuit mai degrabă să se bazeze pe principiul autodeterminării, iar Christian Frederik ar fi trebuit să acționeze ca regent pentru moment. După întoarcerea în Christiania de pe 19 februarie, Christian Frederik s-a autoproclamat regent al Norvegiei. El a ordonat tuturor congregațiilor să se întâlnească pe 25 februarie, să jure credință unei Norvegii independente și să își aleagă delegații pentru o Adunare Constituțională care să își înceapă ședințele pe 10 aprilie la Eidsvoll.
Guvernul suedez a trimis imediat o delegație care să îl avertizeze pe Christian Frederik că insurecția era o violare a tratatului de la Kiel și ar fi pus Norvegia în stare de război cu puterile aliate. Consecințele unui astfel de război ar fi fost foametea și falimentul. Christian Frederik a trimis scrisori prin intermediul unei rețele de emisari personali tuturor guvernelor europene în care dădea asigurări că nu se află în fruntea unei conspirații daneze pentru încălcarea prevederilor tratatului de la Kiel, iar eforturile sale nu reflectă decât dorința norvegienilor pentru autodeterminare. El a căutat de asemenea să ajungă la o înțelegere secretă cu Napoleon. 
Delegația suedeză a ajuns la Christiania pe 24 februarie. Christian Frederik a refuzat să accepte o proclamație din partea regelui suedeze, dar a insistat să își prezinte propria scrisoare în fața poporului norvegian, scrisoare prin care se autoproclama regent. Suedezii i-au caracterizat deciziile ca fiind nesăbuite și ilegale și s-au întors în Suedia. A doua zi, clopotele bisericești din Christiania au sunat timp de o oră, iar cetățenii orașului a fost convocați să jure credință lui Christian Frederik.
Carsten Anker a fost trimis la Londra să negocieze recunoașterea independenței țării de către guvernul britanic. Regentul îi dăduse instrucțiuni clare: „Nevoia noastră cea mai importantă este pacea cu Anglia. Dacă, Doamne ferește, speranța noastră pentru sprijinul englez este zădărnicită, trebuie prezentați clar ministrului care vor fi consecințele părăsirii nemeritate în nenorocire. Obligația noastră de căpătâi va fi atunci cea mai sângeroasă răzbunare împotriva Suediei și a prietenilor săi; dar nu trebuie să pierzi niciodată speranța că Anglia va realiza nedreptatea care ne este făcută pe care să o denunțăm cu voce tare până în ultima clipă – la fel ca și dorința noastră constantă de pace.” Pledoaria lui Anker pentru sprijin a fost respinsă ferm de premierul Lord Liverpool, dar trimisul norvegian nu și-a abandonat misiunea și a încercat să își convingă cunoscuții din rândul aristocrației britanice de justețea cauzei norvegiene. El a reușit să aducă problema în Parlament, unde Earl Grey a vorbit pentru aproape trei ore în Camera Lorzilor în ședința de pe 10 mai. Argumentele sale au fost prezentate și în Camera Comunelor – după ce britanicii au luptat pentru libertate în ultimii 22 de ani, Regatul Unit nu poate să continue să lupte pentru forțele care subjugau un popor liber. Contraargumentul nu putea fi ignorat – tratatul dintre Marea Britanie și Suedia nu putea fi ignorat: Suedia ajutase aliații în timpul războiului, iar promisiunile trebuiau respectate. Anker a rămas în Londra până în toamnă, continuându-și cu tenacitate eforturile pentru cucerirea simpatiei și sprijinul britanicilor pentru cauza norvegiană. 
La începutul lunii martie, Christian Frederik a format un guvern cu cinci departamente, dar el a păstrat dreptul să ia toate deciziile. 

### Christian Frederik și opoziția crescândă
Contele Wedel-Jarlsberg, poate cel mai important membru al aristocrației norvegiene, a plecat în Danemarca pentru organizarea transporturilor de provizii destinate populației afectate de foamete, în vreme ce prințul Christian Frederik își organiza insurecția. În timpului drumului către casă, Wedel-Jarlsberg și-a făcut timp ca să îl viziteze pe contele Hans Henrik von Essen, proaspăt numitul guvernator general al Norvegiei. Când a ajuns în țară în martie, el și-a atenționat regentul că joacă un joc periculos, dar a fost acuzat că a făcut înțelegeri secrete cu suedezii. Populația a început să aibă o atitudine tot mai critică la adresa politicii regentului, care era suspectat că încearcă să aducă Norvegia din nou sub suveranitatea Danemarcei. 
Pe 9 martie, misiunea suedeză în Copenhaga a cerut ca prințul Christian Frederik să fie îndepărtat din linia de succesiune la tronul Danemarcei. În plus, suedezii au amenințat că puterile europene vor declara război Danemarcei, dacă prințul nu se disociază de mișcarea norvegiană de independență. Ministrul de externe danez, Niels Rosenkrantz, a răspuns cererilor suedezilor afirmând că guvernul danez nu sprijină în niciun fel independența Norvegiei, dar nu pot părăsi posturile de frontieră pe care nu le controlează. Cererea pentru dezmoștenirea lui Christian Frederik nu a fost discutată. Trupele suedeze au fost masate de-a lungul frontierei, iar zvonuri despre începerea invaziei apăreau aproape zilnic. Bernadotte îl numea „rebel” pe Christian Frederik în mai multe scrisori adresate lui von Essen. În plus, Bernadotte ordona ca oficialii danezii care nu se reîntorceau în patrie să fie tratați ca oameni în afara legii. Ca răspuns, regentul a confiscat toate corăbiile staționate în porturile norvegiene și a arestat ofițerii care plănuiseră să navigheze în Danemarca. 

Pe 1 aprilie, regele Frederick al VI-lea al Danemarcei i-a trimis o scrisoare lui Christian Frederik și i-a cerut să renunțe la eforturile pentru obținerea independenței Norvegiei și să se întoarcă în Danemarca. În scrisoare a fost menționată și posibilitatea scoaterii prințului din linia de succesiune la tron. Christian Frederik a respins propunerea lui Frederick invocând dreptul la autodeterminare dar și posibilitatea reunirii în viitor a Norvegiei și Danemarcei. Câteva zile mai târziu, Christian Frederik într-o întâlnire cu ministrul danez al afacerilor externe a fost avertizat că atitudinea lui ar fi alimentat speculațiile potrivit cărora acțiunile prințului urmăreau îndeplinire planurilor daneze cu privire la Norvegia. Deși puterile europene au refuzat să recunoască mișcarea de independență a Norvegiei, până la începutul lui aprilie au existat semne că nu au erau înclinați să se alăture Suediei într-o confruntare totală. Mișcarea norvegiană de independență a crescut în putere odată cu apropierea datei la care era convocată Adunarea Constituantă. 

### Adunarea Constituantă

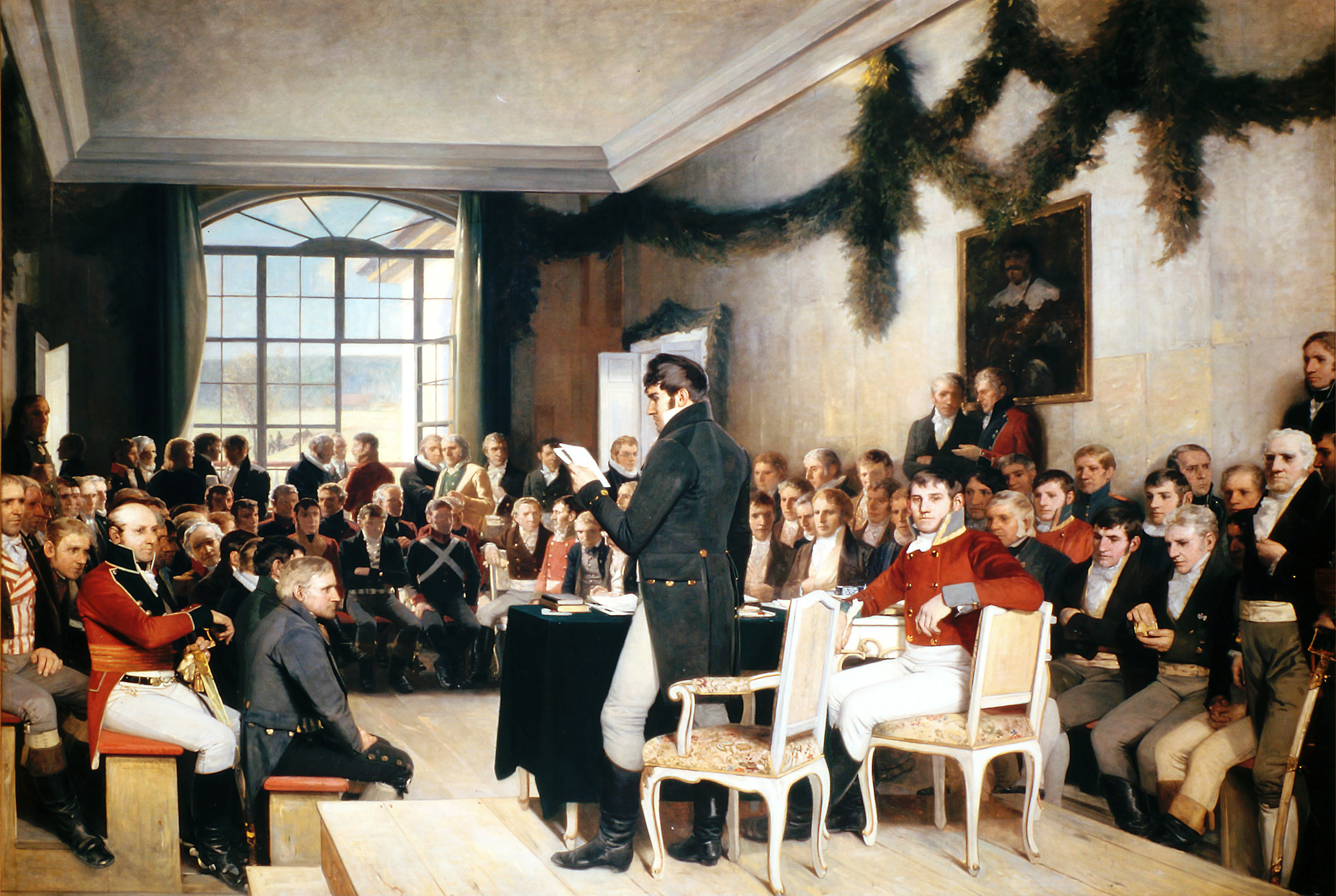
Adunarea constituantă norvegiană în 1814, tablou de Oscar Wergeland

Pe 10 aprilie, delegații s-au adunat la Eidsvoll. O zi mai târziu, într-o sală dotată cu bănici inconfortabile, delegații și-au ales conducătorii de grupuri în prezența lui Christian Frederik. După acest eveniment au început dezbaterile. În scurtă vreme s-au format două partide – „Partidul Independenței”, cunoscut și ca „Partidul Danez” sau „Partidul Prințului” și „Partidul Uniunii”, numit și „Partidul Suedez”. Toți delegații au căzut de acord că cea mai bună soluție rămânea proclamarea independenței, diferențe existând doar cu privire la moment și oportunitate. 
- Partidul Independenței, care se avea majoritatea în Adunare, considera că deputații aveau un mandat limitat doar la proclamarea independenței, bazată pe jurământul de credință al populației depus la începutul anului. Cu prințul Christian Frederik ca regent, relațiile cu Danemarca aveau să fie negociate în contextul independenței Norvegiei.
- Partidul Uniunii, minoritar, considera că Norvegia putea atinge un grad de independență sporit într-o uniune slabă cu Suedia decât cu monarhia daneză. Delegații Partidului Uniunii considerau că Adunare trebuia să își continue munca chiar și după finalizarea constituției.

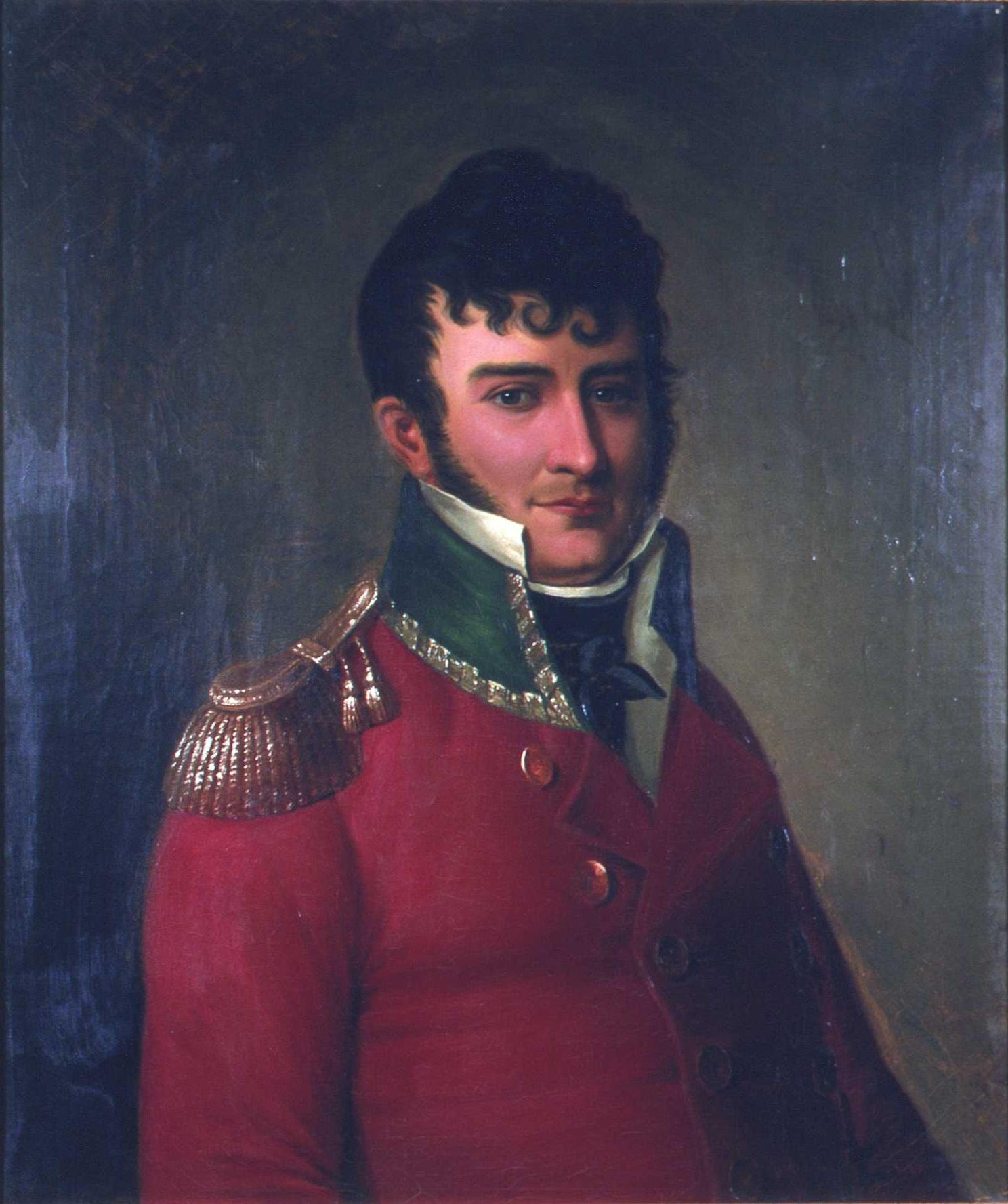
Christian Magnus Falsen este considerat părintele constituției

Comitetul constituțional și-a prezentat propunerile pe 16 aprilie, provocând o dezbatere aprinsă. Partidul Independenței a câștigat ziua cu o majoritate de 78-33 pentru proclamarea Norvegia ca monarhie independentă. În zilele următoare, suspiciunea și neîncrederea reciprocă au ajuns au devenit evidente în cadrul convenției. Delegații nu au fost de acord dacă trebuie sau nu să ia în considerație sentimentele puterilor europene. 
Până pe 20 aprilie, principiul dreptului poporului la autodeterminare proclamat de Christian Magnus Falsen și Gunder Adler a fost stabilit ca bază a Constituției.
Primul proiect al constituției a fost semnat de comitetul de redactare pe 1 mai. Prevederile cheie ale constituției includeau asigurarea libertății individuale, dreptul la proprietate și egalitatea.

După o dezbatere aprinsă din 4 mai, adunarea a decis ca Norvegia să proclame ca religie oficială luteranismul, ca monarhul ales să fi practicat tot timpul această credință (împiedicându-l astfel pe Bernadotte, care fusese născut catolic, să fie rege) și să interzică intrarea în regat a evreilor și iezuiților. Dar Partidul Independenței a pierdut o altă luptă parlamentară atunci când adunarea a votat cu 98 la 11 pentru ca să permită monarhului să domnească peste o altă țară cu acordul a două treimi dintre deputații adunării legislative.

Deși forma finală a Constituției a fost semnată la 18 mai, alegerea unanimă a lui Christian Frederik pe data de 17 mai este considerată Ziua Constituției în Norvegia. Alegerea a fost unanimă, dar mai mulți deputați au considerat că ar fi fost mai potrivită amânarea acesteia până la stabilizarea situației politice. 

### Eforturile pentru recunoașterea legitimității pe plan intern și internațional

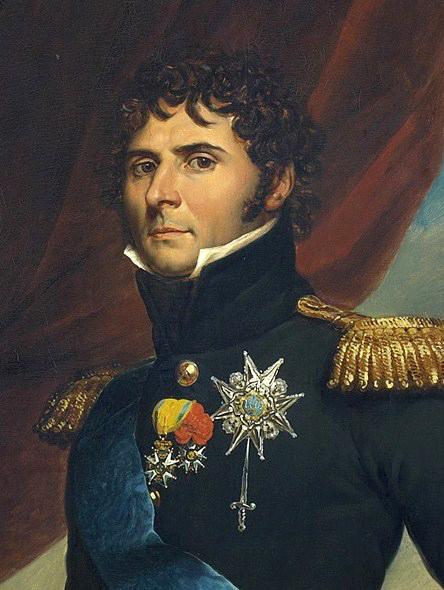
Prințul moștenitor al Suediei, Carol Ioan (Bernadotte), care s-a opus cu fermitate independenței Norvegiei, oferind în schimb termeni generoși pentru realizarea uniunii

Pe 22 mai, noul rege ales și-a făcut intrarea triumfală în Christiania. Tunurile fortăreței Akershus au tras salve de salut pentru rege, iar încatedrala orașului a fost ținut un serviciu religios festiv. Au existat preocupări continue cu privire la climatul internațional, iar guvernul a decis să trimită doi dintre delegații Adunării Constituționale să se alăture lui Carsten Anker în Anglia pentru a pleda cazul Norvegiei. A fost convocat primul Consiliu de stat și acesta a înființat Curtea Supremă a națiunii.
Emisarul britanic John Philip Morier a sosit la Christiania pe 5 iunie pentru ceea ce părea a fi o vizită neoficială. El a acceptat să fie oaspetele unuia dintre miniștrii lui Christian Frederik și a fost de acord să se aibă o întâlnire neoficială cu regele, subliniind că nimic nu trebuia interpretat ca o recunoaștere a independenței Norvegiei. Circulau zvonuri conform cărora Morier dorea ca Bernadotte să fie detronat și exilat pe insula daneză Bornholm. Regele a cerut Regatului Unit să medieze între Norvegia și Suedia, dar Morier nu sa abătut nicio clipă de la poziția oficială britanică de respingerea a independenței Norvegiei. El a cerut ca Norvegia să se supună suveranității suedeze și, de asemenea, ca poziția guvernului său să fie tipărită în toate ziarele norvegiene. Armata norvegiană a fost mobilizată pe 10 iunie și au fost distribuite arme și muniție. 
Pe 16 iunie, Carsten Anker ia scris lui Christian Frederik despre discuțiile sale recente cu un diplomat de rang înalt prusac]. El a raportat că Prusia și Austria nu mai susțin ca mai înainte pretențiile Suediei față de Norvegia, că țarul Alexandru al Rusiei (un văr îndepărtat al lui Christian Frederik) era în favoarea unei uniuni suedezo-norvegiană, dar fără Bernadotte ca rege, și că Regatul Unit căuta o soluție care să mențină Norvegia în afara influenței Rusiei.

### Preludiu la război
Pe 26 iunie, emisari din Rusia, Prusia, Austria și Regatul Unit au sosit la Vänersborg (Suedia), având ca misiune să îl convingă pe Christian Frederik să se conformeze prevederilor Tratatului de la Kiel. Aici s-au întâlnit cu von Essen, care le-a spus acestora că 65.000 de soldați suedezi sunt pregătiți să invadeze Norvegia. Pe 30 iunie, emisarii au ajuns la Christiania, unde au refuzat să se întâlnească cu Christian Frederik. În cadrul întâlnirii cu membrii Consiliului de Stat de a doua zi, emisarul rus Orlov a declarat că există doar două posibilități: Norvegia putea să se supună coroanei suedeze sau să intre în război cu restul Europei. Când Christian Frederik a replicat că poporul norvegian are dreptul să își aleagă propriul destin, emisarul austriac August Ernst Steigentesch a făcut o declarație devenită faimoasă: „Poporul? Ce au el de spus împotriva voinței conducătorilor ei?” 
În cursul negocierilor, Christian Frederik s-a oferit să renunțe la tron și să se întoarcă în Danemarca, cu condiția ca norvegienii să aibă un cuvânt de spus pentru viitorul lor într-o sesiune extraordinară a Stortingului. Cu toate acestea, el a refuzat să predea fortificațiile norvegiene de graniță trupelor suedeze. Delegația celor patru puteri a respins propunerea lui Christian Frederik conform căreia constituția Norvegiei trebuia să constituie baza negocierilor privind unirea cu Suedia, dar a promis să prezinte regelui suedez propunerea. 
Pe 20 iulie, Bernadotte i-a trimis o scrisoare „vărului” său, Christian Frederik, acuzându-l de intrigi și aventurismul nesăbuit. Două zile mai târziu, Bernadotte s-a întâlnit cu delegația care fusese în Norvegia. Emisarii l-au sfătuit să ia în considerație propunerea lui Christian Frederik cu privire la condițiile unirii cu Suedia, dar prințul moștenitor s-a declarat scandalizat de pretențiile norvegienilor. El a repetat ultimatumul prin care a cerut ca Christian Frederik să renunțe la toate drepturile sale la tron și să predea punctele de control ale frontierei, sau să se pregătească de război. Pe 27 iulie, o flotă suedeză a preluat controlul aspra grupului de insule Hvaler, din acest moment Suedia și Norvegia fiind efectiv în stare de război. A doua zi, Christian Frederik a respins ultimatumul suedez, afirmând că o capitulare ar fi fost o trădare a intereselor poporului său. Pe 29 mai, forțele suedeze au declanșat invadarea Norvegiei. 

### Un război scurt cu doi învingători
Forțele suedeze au întâlnit o rezistență redusă în timpul înaintării lor spre nord prin Norvegia, ocolind fortăreața Fredriksten. Primele lupte au fost scurte și s-au încheiat cu victorii clare ale suedezilor. Pe 4 august, orașul fortificat Fredrikstad a capitulat. Christian Frederik a ordonat retragerea trupelor sale pe râul Glomma. Armata suedeză, care a încercat să anihileze trupele norvegiene în timpul retragerii, a fost oprită în Bătălia de la Langnes, o victorie tactică importantă a norvegienilor. Norvegienii au reușit să stăvilească cu succes asalturile dinspre răsărit ale forțelor sudeze lângă Kongsvinger.
Pe 3 august, Christian Frederik a anunțat voința sa politică într-o ședință a cabinetului convocată din Moss. Pe 7 august, o delegație suedeză a sosit la carterul general al armatei norvegiene din Spydeberg cu o propunere de încetare a focului bazată pe promisiunea respectării constituției norvegiene în cazul realizării uniunii. Christian Frederik și-a exprimat a doua zi sprijinul în favoarea termenilor armistițiului. Trupelor suedeze li s-a permis să rămână pe poziții la este de cursul râului Glomma. Când au izbucnit lupte în zonă, cele două tabere au înregistrat pierderi omenești, iar forțele norvegiene au primit ordin să se retragă. Negocierile de pace au început la Moss pe 10 august. Pe 14 august a fost semnată Convenția de la Moss, iar o încetare a focului generală a pus efectiv bazele pentru încheierea păcii. 

Christian Frederik a reușit să excludă din text orice referință la faptul că Norvegia ar recunoaște prevederile Tratatului de la Kiel, iar Suedia a acceptat ca aceasta să nu fie considerată o premisă a unei viitoare uniuni între cele două state. Bernadotte a oferit condiții de pace favorabile, după ce a înțeles care este avantajul evitării unui război costisitor, permițând Norvegiei intre într-o uniune voluntară, în loc să fie anexată ca un teritoriu cucerit. El a promis să recunoască valabilitatea constituției norvegiene, cu condiția ca să fie adoptate acele amendamente care erau necesare uniunii celor două state. Christian Frederik a fost de acord să convoace o sesiune extraordinară a Stortingului în septembrie sau octombrie. El ar fi trebuit să-și transfere puterile către reprezentanții aleși ai poporului, care urmau să negocieze termenii unirii cu Suedia și, în cele din urmă, el urma să renunțe renunța la toate pretențiile la tronul norvegian și să părăsească țara. 

### Un armistițiu dificil
Vestea i-a surprins pe norvegieni, iar reacțiile au variat de la furie la adresa „lașității” și „trădării” comandanților militari, continuând cu disperarea față de perspectivele independenței norvegiene și terminând cu confuzia cu privire la viitorul țării. Christian Frederik și-a confirmat disponibilitatea de a abdica din „motive de sănătate”, transferând-și autoritatea către Consiliul de Stat, după cum s-a convenit într-un protocol secret la Moss. El a ordonat Consiliului de Stat printr-o scrisoare datată 28 august să accepte ordinelor unei „autorități superioare”, prin care se înțelegea în mod implicit regele suedez. Două zile mai târziu, regele suedez s-a autoproclamat monarhul celor două regate. 
Pe 3 septembrie, britanicii au anunțat că blocada navală a Norvegiei a fost ridicată. Serviciile poștale dintre Norvegia și Suedia au fost reluate. Generalul suedez care comanda trupele din regiunile ocupate în Norvegia, Magnus Fredrik Ferdinand Björnstjerna, a amenințat că va relua luptele dacă norvegienii nu se supun prevederilor acordurilor și nu acceptă de bunăvoie uniunea cu Suedia. S-a afirmat că Christian Frederik a fost afectat de o depresie nervoasă gravă, el fiind blamat în diferite feluri pentru înfrângerile pe câmpurile de luptă. 
La sfârșitul lunii septembrie a apărut o dispută între autoritățile suedeze și Consiliul de Stat norvegian privind distribuirea cerealelor printre săracii din Christiania. Cerealele ar fi trebuit să fie darul regelui „norvegian” pentru noii săi supuși, dar a devenit o chestiune de principiu pentru Consiliul norvegian să evite de a evita menționarea faptului că Norvegia avea un nou rege până la oficializarea tranziției. Björnstjerna a trimis mai multe mesaje prin care a amenințat că va relua ostilitățile. 

### Îndeplinirea condițiilor Convenției de la Moss
La începutul lunii octombrie, norvegienii au refuzat încă o dată să accepte un transport de cereale din partea lui Bernadotte, iar negustorii norvegieni au insistat să ia împrumuturi pentru procurarea de alimente și alte mărfuri necesare din Danemarca. Cu toate acestea, până la începutul lunii octombrie, a fost general acceptat faptul că uniunea cu Suedia era inevitabilă.
Pe 7 octombrie a fost convocată o sesiune extraordinară a Stortingului. Delegații din zonele ocupate de Suedia în Østfold au fost primiți în parlament doar după ce au dat asigurări că nu sunt loiali autorităților suedeze. Pe 10 octombrie, Christian Frederik a abdicat conform condițiilor agreate la Moss și a plecat la bordul unui vas spre Danemarca. Puterile executive au fost asumate provizoriu de Storting, până când urmau să fie făcute amendamentele necesare la Constituție. 
Cu o zi mai înainte ca să expire armistițiul, Stortingul a votat cu 72 de voturi și 5 împotrivă să se alăture Suediei într-o uniune personală, dar moțiunea care prevedea alegerea lui Carol al XIII-lea ca rege al Norvegiei a căzut la vot. Această problemă a fost amânată până când urmau să fie adoptate amendamentele constituționale necesare. În zilele următoare, Stortingul a votat câteva rezoluții pentru ca să poată revendica o suveranitate cât mai mare în cadrul uniunii. Pe 1 noiembrie, parlamentul a votat cu 52 la 25 de voturi ca Norvegia să nu își numească proprii consuli, o decizie care avea să aibă consecințe foarte serioase mai târziu. Stortingul a adoptat pe 4 noiembrie amendamentele constituționale care să permită formarea uniunii și l-a ales în mod unanim pe Charles XIII ca rege al Norvegiei.

## Uniunea

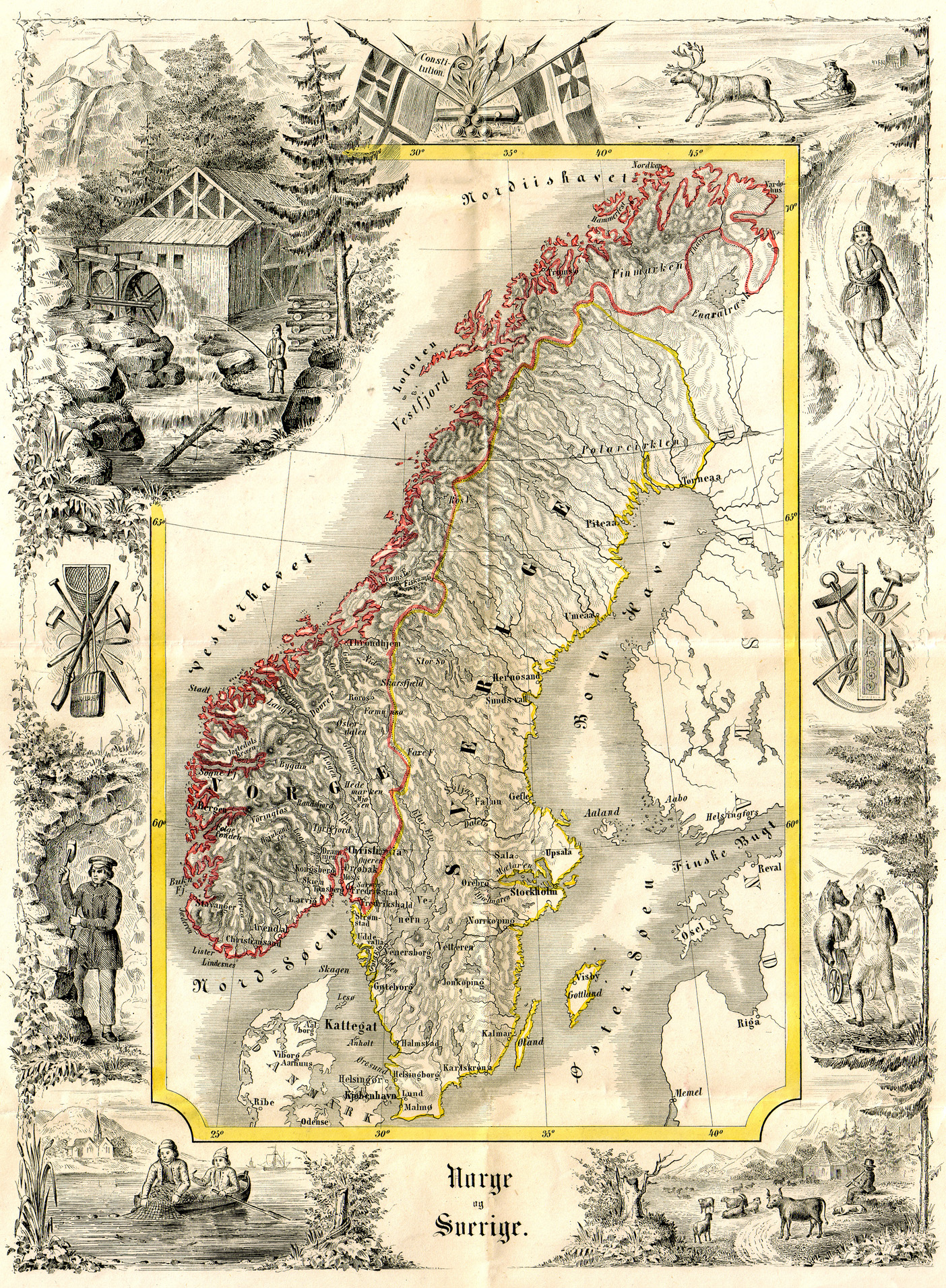
Norvegia și Suedia în 1847. Hartă de Peter Andreas Munch

Noul rege nu a vizitat niciodată Norvegia, dar moștenitorul lui, Carol Ioan a sosit în Christiania pe 18 noiembrie 1814. În ședința parlamentului, prințul moștenitor a acceptat alegerea în numele regelui și a jurat în numele monarhului să susțină constituția. În discursul său, prințul moștenitor a subliniat că Uniunea este o alianță în care regele a intrat alături de poporul Norvegiei și că „el a ales să își asume obligații care aveau o mare valoare pentru inima sa, acelea exprimate de dragostea poporului, mai degrabă decât privilegiile care fuseseră dobândite prin tratate solemne”. Renunțarea de către rege la prevederile Tratatului de la Kiel ca bază legală pentru înființarea Uniunii a fost întărită de Riksdagul suedez în preambulul Actului Uniunii din 15 august 1815. 
Pentru înțelegerea corectă a naturii Uniunii, este necesar să fie cunoscute evenimentele istorice care au dus la fondare ei. Acestea demonstrează clar că Suedia, ajutată de marile puteri, a forțat Norvegia să intre în Uniune. Pe de altă parte, Norvegia, ajutată de aceleași mari puteri, a dictat practic termenii Actului Uniunii. 
Semințele discordiei au fost, desigur, inerente unei asociații constituționale a două părți bazate pe astfel de calcule contradictorii. Suedezii vedeau Uniunea ca materializarea unei idei a cărei realizare fusese urmărită de mai multe secole și care fusese întărită de pierderea recentă a Finlandei. Ei sperau că odată cu trecerea timpului, norvegienii reticenți aveau să accepte ideea unei relații mai strânse. Cu toate acestea, norvegienii, ca parte slabă, au cerut respectarea strictă a condițiilor convenite și au păzit cu grijă respectarea consecventă a tuturor detaliilor care au confirmat egalitatea dintre cele două state.
O caracteristică importantă a Uniunii era aceea că Norvegia avea o constituție mai democratică decât cea a Suediei. Constituția norvegiană din 1814 a aderat mai strict la principiul separației puterilor între ramurile executivă, legislativă și judecătorească. În schimb, regele Suediei era aproape autocrat; „Instrumentul de guvernare” din 1809 a declarat fără echivoc că „numai regelui va guverna țara”. Peste 40% dintre cetățenii bărbați norvegieni aveau dreptul la vot, spre deosebire de Suedia, care era mult mai puternic stratificată din punct de vedere social. În primii ani ai Uniunii, politica norvegiană a fost dominată de o clasă influentă a funcționarilor publici. Dar funcționarii publici erau puțini la număr și puteau să piardă ușor controlul dacă noii alegători alegeau să profite de superioritatea lor numerică și să aleagă membri din clasele sociale inferioare. Pentru a-și păstra hegemonia, funcționarii publici au format o alianță cu fermierii prosperi. O politică favorabilă agriculturii și a intereselor fermierilor a făcut ca, pentru o perioadă de timp, loialitatea celor din regiunile rurale să fie asigurată. Prevederea constituțională ca 2/3 dintre membrii parlamentului să fie aleși în districtele rurale a permis ca și mai mulți fermieri să fie aleși. Legislația care a încurajat participarea populară la guvernarea locală a culminat cu introducerea autonomiei locale în 1837, când au fost create 373 de districte rurale , care corespundeau din punct de vedere teritorial parohiilor Bisericii de Stat Norvegiană. Participarea populară la guvernare a dat cetățenilor mai multă experiență administrativă și politică și, în cele din urmă, aceștia și-a promovat propriile interese, adesea opuse celor ale clasei funcționarilor publici.
Democratizarea fără încetare a Norvegiei a creat o tendință de îndepărtare a sistemelor politice din Norvegia și Suedia, a complicat cooperarea dintre cele două țări și, în cele din urmă, a condus la dizolvarea uniunii dintre Norvegia și Suedia. De exemplu, în timp ce regele avea puterea de veto absolut în Suedia, el avea doar un drept limitat de suspendare în Norvegia. Carol Ioan a cerut la un moment dat Stortinglui să îi acorde dreptul de veto absolut, dar a fost în cele din urma obligat să bată în retragere. În vreme ce constituția îl investeau pe rege cu puteri executive, în practică el a ajuns să se bazeze tot mai mult pe Consiliul de Stat (statsråd). Un moment hotărâtor în acest proces a apărut în 1884, când Norvegia a devenit prima monarhie scandinavă care a adoptat sistemul conducerii de către parlament. După 1884, regele nu a mai avut puterea să numească un guvern doar conform dorinței sale sau să îl mențină la conducerea țării împotriva voinței Stortingului. Regele putea doar să numească în guvern membrii din rândul partidului sau coaliției de partide care aveau majoritatea în parlament. Guvernul a devenit responsabil în fața Stortingului, astfel încât un vot de încredere pierdut obliga cabinetul să demisioneze. Prin comparație, un sistem parlamentar (inferior totuși celui din Norvegia) nu a fost adoptat în Suedia decât în 1905, cu doar puțin mai înainte de destrămarea Uniunii, pentru ca doar în 1917 să se adopte un sistem parlamentar modern. 

### Actul Uniunii
Lipsa unui fundament constituțional comun al Uniunii a fost resimțit puternic de prințul moștenitor Charles John în primii ani de existență al statului. Documentele care ședeau la baza uniunii erau doar Convenția de la Moss și constituția norvegiană revizuită din 4 noiembrie 1814. Riksdagul conservator nu a permis revizuirea constituției suedeze. Din acest motiv a fost nevoie de negocierea unui tratat pentru clarificarea procedurilor pentru rezolvarea problemelor constituționale care cădeau în sarcina celor două guverne. Actul Uniunii (Riksakten) a fost negociat în primăvara anului 1815, cu premierul Peder Anker la conducerea delegației norvegiene. Tratatul avea 12 articole care tratau autoritatea regelui, relațiile dintre cele două parlamente, cum trebuie exercitată puterea executiva în cazul în care regele ar fi murit mai înainte ca prințul moștenitor să ajungă la vârsta legală pentru încoronare și relațiile dintre cele două guverne. Tratatul a stabilit că problemele de politică externă vor fi tratate în cadrul guvernului suedez, în prezența premierului norvegian. Problemele vitale referitoare la Uniune urmau să fie tratate într-o ședință comună a cabinetului, unde toți miniștrii norvegieni din Suedia urmau să fie prezenți. Actul a fost adoptat de Storting pe 31 iulie 1815, de Riksdag pe 6 august și a fost promulgat de rege pe 15 august. În Suedia, Actul Uniunii a fost un set de dispoziții în conformitate cu legile în vigoare, dar Stortingul norvegian ia conferit statutul constituțional, astfel încât dispozițiile sale să poată fi revizuite numai în conformitate cu procedurile prevăzute în constituție. 

### Uniunea în viața de zi cu zi
Condițiile Uniunii așa cum fuseseră stabilite în Convenția de la Moss, constituția norvegiană revizuită și Actul Uniunii, asigurau Norvegiei un grad de independență mai ridicat decât se intenționase în Tratatul de la Kiel. Norvegienii considerau că au intrat în uniune în mod voluntar și negau cu putere orice pretenție de superioritate a Suediei, în timp ce suedezii vedeau Norvegia ca pe un partener inferior și un câștig de război. 
De vreme ce Norvegia avea statut de stat independent, singurele instituții comune erau regele și ministerul afacerilor externe. Toate celelalte ministere și instituții guvernamentale erau separate pentru fiecare stat, inclusivi forțele armate terestre, marina și trezoreriile. Domeniul afacerilor externe era subordonat direct regelui, un principiu care fusese deja înscris în constituția Norvegiei din 17 mai 1814, mai înainte de revizuirea din 4 noiembrie. Un efect neprevăzut a fost acela că politica externă a fost decisă doar în cabinetul suedez și condusă de ministerul suedez al afacerilor externe. Când au erau discutate chestiuni de politică externă în ședințele cabinetului, singurul norvegian prezent la ședințe care putea să pledeze pentru interesele Norvegiei era prim-ministrul. Riksdagul suedez putea influența indirect politica externă, dar nu și Stortingul norvegian. Datorită faptului că reprezentanții din străinătate erau numiți de guvernul suedez, iar cei mai mulți dintre ei erau suedezi, Uniunea a fost adesea văzută de străini ca fiind mai degrabă un singur stat decât două state suverane. Până la urmă, de-a lungul timpului, a devenit mai puțin obișnuit ca Uniunea să fie numită „Suedia”, ci să se folosească denumirea „Suedia și Norvegia”. 
În conformitate cu prevederile constituției norvegiene, regele era cel care numea cabinetul. Din cauza faptului că regele ședea cel mai mult în Stockholm, primul ministru și doi miniștri norvegieni trebuiau să fie prezenți în capitala Suediei. Primul premier a fost Peder Anker, care a fost unul dintre părinții constituției norvegiene, și care se pronunțase public în favoarea uniunii. Guvernul norvegian a achiziționat o clădire splendidă ca sediu al cabinetului din Stockholm, care era socotită o „ambasadă” neoficială a Norvegiei. Celelalte șase ministere își aveau sediul în Christiania. În perioadele în care regele nu era prezent în Christiania, ședințele cabinetului erau prezidate de viceregele (stattholder) numit de rege ca reprezentant al său. Primul vicerege a fost contele Hans Henrik von Essen, care fusese deja numit guvernator-general după semnarea Tratatului de la Kiel, când ocupația suedeză a Norvegiei avea să devină efectivă.
În următorii 15 ani, viceregii au fost tot suedezi, spre nemulțumirea norvegienilor. Din 1829, viceregii au fost norvegieni, până în 1856, când postul a rămas vacant, pentru ca să fie desființat în 1873. 

### Unire sau separare

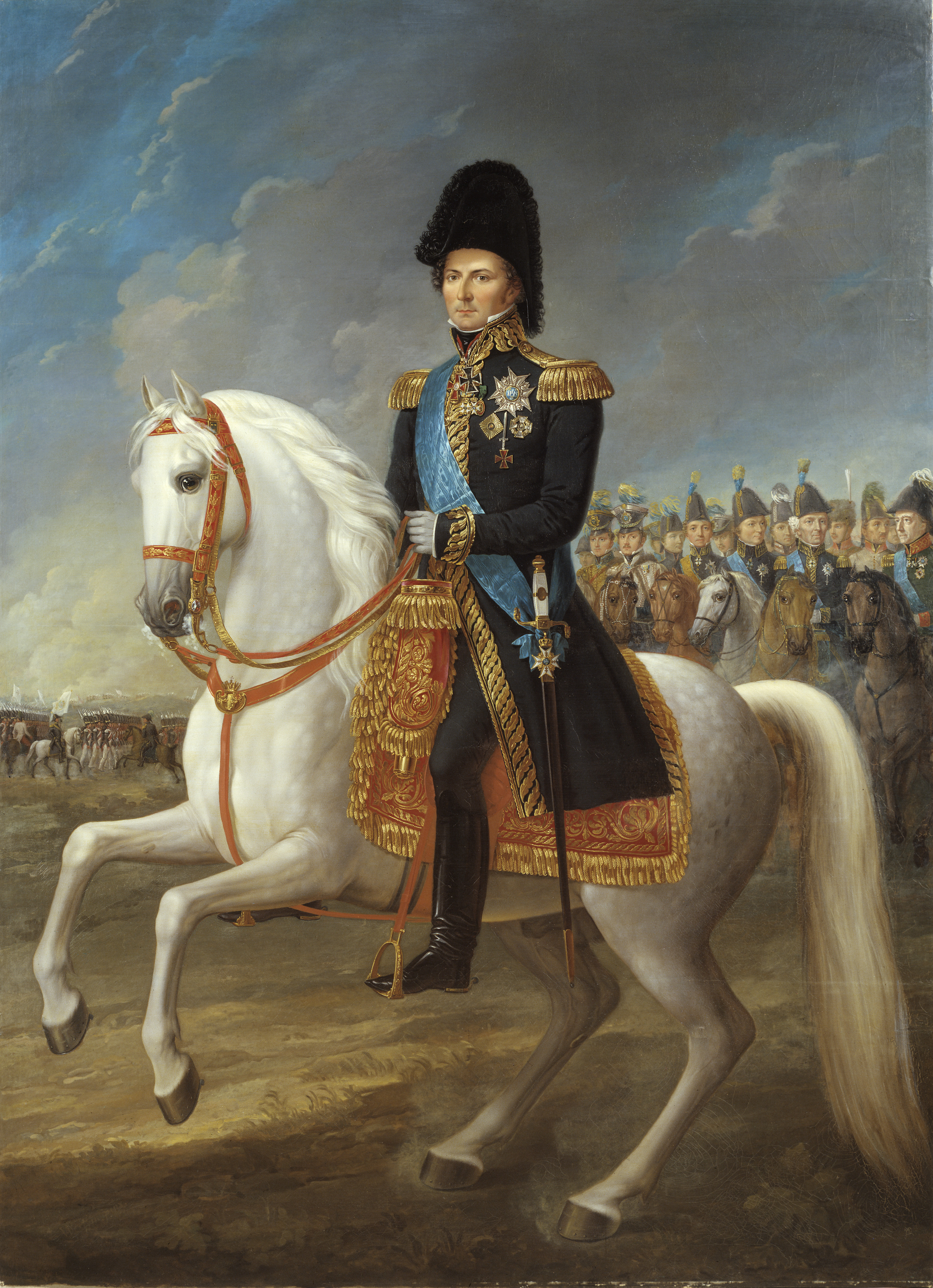
Regele Carol Ioan al XIV-lea (Carol Ioan al III-lea în Norvegia). Portret de Fredric Westin.

După încoronarea lui Carol Ioan în 1818, el a încercat să aducă cele două țări într-o uniune mai strânsă și să întărească puterea executivă. Stortingul norvegian s-a opus cel mai mult acestor încercări. În 1821, regele a propus adoptarea unor amendamente constituționale care i-ar fi acordat dreptul de veto absolut, i-ar fi lărgit puterile asupra guvernului, i-ar fi acordat dreptul să guverneze prin decrete și i-ar fi permis să controleze ferm Stortingul. O altă provocare a fost eforturile sale de a înființa o nouă nobilime ereditară în Norvegia. El a exercitat presiuni asupra Stortingului, organizând manevre militare în vecinătatea capitalei Christiania în timpul sesiunii parlamentului. Toate propunerile sale au fost examinate temeinic și apoi respinse. Ele au fost primite la fel de negativ de către următoarea sesiune a Stortingului din 1824 și apoi abandonate, cu excepția problemei unui veto extins. Această ultimă propunere a fost pusă în discuție în fiecare sesiune a Stortingului în timpul vieții regelui. 
Cea mai controversată chestiune politică din timpul primilor ani de domnie a lui Carol Ioan a fost problema rezolvării datoriei naționale a Danemarcei-Norvegiei. Statul norvegian sărăcit a încercat să amâne sau să reducă plata a 3 milioane de speciedaler către Danemarca. Problema acestei datorii a condu la un conflict acerb între rege și guvernul norvegian. Deși datoria a fost plătită în cele din urmă printr-un împrumut străin, dezacordul pe care la provocat a dus la demisia contelui Wedel-Jarlsberg ca ministru al finanțelor în 1821. Socrul său, prim-ministrul Peder Anker, a demisionat la scurt timp după aceasta, pentru a considerat că a pierdut încrederea regelui. 
Răspunsul politicienilor norvegieni la toate avansurile regale a fost adoptarea strictă a politicii „conservatorismului constituțional”, care se opunea în mod constant amendamentelor care ar fi extins puterea regală sau ar fi dus la legături mai strânse și o eventuală „amalgamare” cu Suedia. Diferențele și neîncrederea acestor primi ani au devenit mai puțin pronunțate, iar atitudinea conciliantă a lui Carol Ioan l-a făcut mai popular. După revoltele de la Stockholm, în toamna anului 1838, regele la găsit pe Christiania un oraș mai pe gustul lui, iar cât timp a stat aici, a fost de acord cu mai multe cereri ale norvegienilor. Într-o reuniune comună a cabinetelor suedez și norvegian din 30 ianuarie 1839, a fost numit un comitet al Uniunii cu patru membri din fiecare țară pentru soluționarea problemelor bilaterale care nu-și găsiseră rezolvarea până atunci. Când Stortingul și-a deschis sesiunea în 1839 în prezența regelui, monarhul a fost primit cu mare afecțiune de către politicieni și cetățeni. 

### Simbolurile naționale
Un alt măr al discordiei a fost problema simbolurilor naționale: drapelele, stemele, titlurile regale și celebrarea zilei de 17 mai ca zi națională. Carol Ioan s-a opus cu putere comemorării publice a adoptării constituției din mai, pe care o considera o sărbătorire mascată a alegerii lui Christian Frederik. În locul acestei zile, regele a susținut fără succes sărbătorirea adoptării constituției revizuite din 4 noiembrie, care fusese de asemenea ziua în care fusese proclamată Uniunea. Conflictul a culminat cu luptele din Piața Centrală (Torvslaget) din Christiania de pe 17 mai 1829, când o sărbătorire pașnică a degenerat în demonstrații, iar șeful poliției a ordonat mulțimii să se disperseze. În cele din urmă au fost chemați infanteriștii și cavaleriștii pentru reinstaurarea ordinii, iar între demonstranți și militari au avut loc o serie de violențe. Reacțiile norvegienilor față de această provocare au fost atât de puternice, încât regele a trebuit să accepte din acel an în continuare sărbătorirea zilei naționale pe 17 mai. 
La scurtă vreme după semnarea Tratatului de la Kiel, Suedia a inclus Stema Norvegiei în marea Stemă a Suediei. Norvegienii au considerat că era jignitor faptul că noua stemă se găsea și pe monedele suedeze și pe documentele oficiale ale guvernului, de parcă Norvegia ar fi fost parte integrală a Suediei. Norvegienilor le displăcea de asemenea că titlul regelui pe monedele norvegiene a fost până în 1819 „rege al Suediei și Norvegiei”. Toate aceste probleme au fost rezolvate după urcarea pe tron al regelui Oscar I în 1844. El a început să folosească titlul „rege al Norvegiei și Suediei” în toate documentele legate de afacerile norvegiene. Au fost făcut propuneri pentru înființarea unor comitete comune pentru drapele și steme. O emblemă a uniunii plasată în colțul din stânga sus al drapelelor ambelor state, care combina culorile steagurilor celor două națiuni în mod egal. Cele două țări au obținut sisteme de drapele separate, dar foarte asemănătoare, o manifestare a egalității lor. Norvegienii au fost încântați să afle că fostele pavilioane de război și naval comun a fost înlocuite de steaguri separate. Blazonul norvegian a fost îndepărtate de pe marea stemă a Suediei, iar o stemă comuna a uniunii și a regelui a fost creată doar pentru utilizarea lor de către familia regală, de către ambasade și pe documentele care privea ambele state. Un detaliu important al stemei uniunii a fost plasarea a două coroane regale deasupra scutului heraldic, ceea ce demonstra existența a unei entități formate din două regate suverane. 

#### Drapelele

Drapelul Suediei și Norvegiei (1818–1844)
Drapelul de stat și cel naval al Suediei și Norvegiei (1815–1844)
Stegul de provă și cel diplomatic (1844–1905)
Drapelul Suediei (1844–1905)
Drapelul Norvegiei (1844–1899)
Drapelul Norvegiei (1821–1844) și (1899–până azi)
Drapelul de stat și cel naval ale Suediei (1844–1905)
Drapelul naval al Norvegiei (1844–1905), drapelul de stat (1844–1899)
Drapelul de stat al Norvegiei(1899–până azi)
Pavilionul regal în Suedia (1844–1905)
Pavilionul regal în Norvegia (1844–1905)

#### Heraldica

Stema regală suedeză (1814–1844)
Stema uniunii și blazonul regal (1844–1905)

## Apogeul Uniunii, 1844–60
Deceniile de la mijlocul secolului al XIX-lea au fost ani de pace pentru Uniune. Toate problemele legate de simboluri au fost rezolvate, Norvegia a obținut o mai mare influență în politica externă, în funcția de vicerege sau de guvernator a fost numit norvegianul Severin Løvenskiold, iar comerțul dintre cele două țări a prosperat datorită tratatelor (mellomriksloven) care au promovat comerțul liber și au abolit efectiv taxele protecționiste. Finalizarea căii ferate Kongsvinger, prima legătura feroviară care traversa granița, a ajutat la creșterea vitezei comunicațiilor. S-a dezvoltat un climat politic de conciliere ca urmare a concesiilor suedeze în problema egalității între țări. 

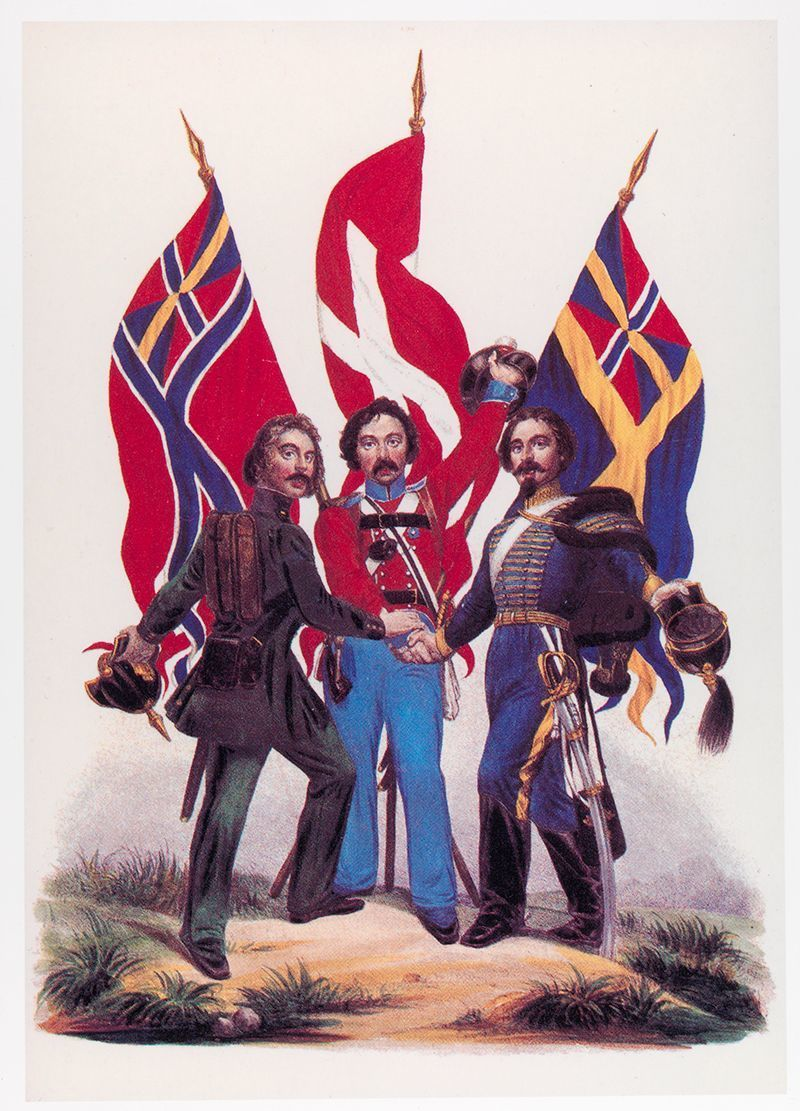
Reprezentare alegorică a scandinavismului – soldații norvegian, suedez și danez își strâng mâinile

Scandinavismul a ajuns la apogeu în această perioadă și a contribuit la o apropiere tot mai strânsă dintre cele două state ale uniunii. Această ideologie sprijinea ideea unei regiuni a Scandinaviei unite pe baza moștenirii comune lingvistice, politice și culturale a țărilor din peninsulă. (Cele trei state scandinave sunt amintite ca cei „trei frați” în strofa a șasea a imnului național norvegian). Această mișcare de elită a fost inițiată de studenții danezi și suedezi la mijlocul secolului al XIX-lea. La început, mișcarea a fost privită cu suspiciune. Totuși, după ce Oscar I a fost încoronat rege al Suediei și Norvegiei în 1844, relațiile cu Danemarca s-au îmbunătățit, iar mișcarea a început să fie privită favorabil. Studenții norvegieni au s-au alăturat mișcării în 1845 și au participat la adunările anuale, care se organizau în fiecare țară pe rând. În timpul războiului dintre Danemarca și Prusia din 1848, regele Oscar a oferit sprijin danezilor sub forma corpului expediționar norvegiano-suedez, deși militarii acestuia nu au intrat efectiv în luptă. Mișcarea a primit o lovitură de pe urma căreia nu și-a revenit niciodată pe deplin după al doilea războiul danezo-german pentru Schleswig din 1864, când guvernele suedez și danez și-au unit eforturile pentru ca să îl determine pe regele Carol al XV-lea al Suediei să retragă sprijinul militar promis danezilor fără consultare cabinetelor.

Până atunci, Uniunea și-a pierdut sprijinul în rândul norvegienilor din cauza decepției cauzate de problema desființării funcției de vicerege. Regele Charles al XV-lea a fost în favoarea acestei cereri norvegiene și, după urcarea sa pe tron în 1859, a promis cabinetului său norvegian că va aproba o decizie a Storting în acest sens. Propunerea de eliminare a acest simbol de detestat de dependență și de înlocuire cu o funcție de prim-ministru în Christiania a fost aproape în unanimitate acceptată. Când s-a întors la Stockholm, regele a fost întâmpinat de o presă naționalistă neașteptat de ostilă. Nya Dagligt Allehanda s-a plâns că Norvegia s-a îndepărtat de calea legalității și s-a îndreptat spre revoluție. Riksdag a să aibă un cuvânt de spus în această problemă. Problema esențială a discuției era dacă era o chestiune pur norvegiană sau privea ambele state. Majoritatea conservatoare suedeză a proclamat „poziția naturală superioară în Uniune” a Suediei. Regele Charles a fost forțat să bată în retragere când cabinetul suedez a amenințat că va demisiona. El a ales să nu sancționeze legea și, ca o concesie făcută sentimentelor norvegiene rănite, a făcut-o într-o ședință a cabinetului norvegian. Dar el a confirmat din neatenție că era mai suedez decât norvegian, în ciuda bunelor lui intențiilor. 
La 24 aprilie 1860, Stortingul norvegian a reacționat față de revendicarea suedeză a supremației, declarând în mod unanim că statul norvegian are dreptul exclusiv să își modifice propria constituție și că orice revizuire a condițiilor Uniunii trebuia să se bazeze pe principiul egalității depline. Această rezoluție avea să blocheze pentru mulți ani orice încercare de revizuire a Actului Uniunii. Un nou comitet comun a fost numit în 1866, dar propunerile acestuia au fost respinse în 1871 pentru că nu asigurau o influență egală în domeniul politicii externe și pentru că deschidea calea către un stat federal.

## Preludiu dizolvării uniunii

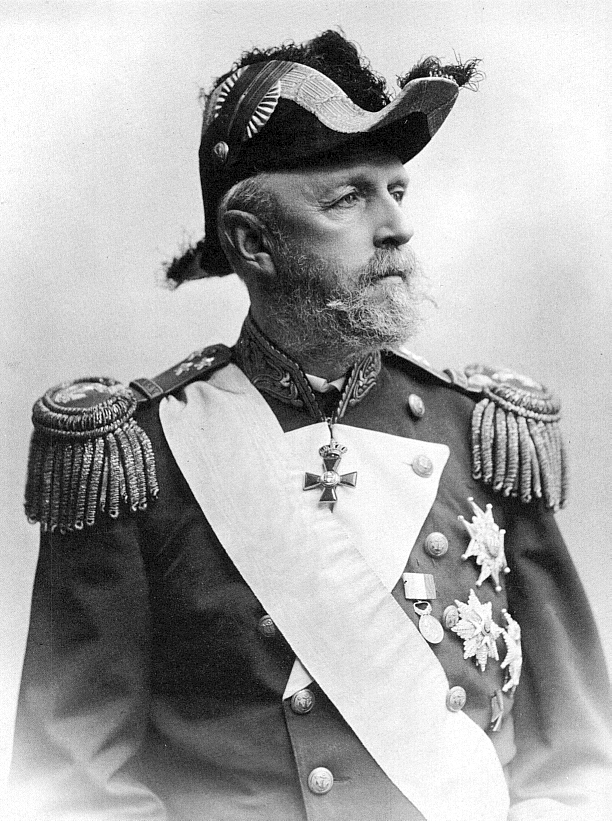
Regele Oscar al II-lea

Relațiile cu Norvegia în timpul regelui Oscar al II-lea II (1872–1907) au avut o influență majoră asupra vieții politice suedeze și au existat mai multe momente în care a părut că uniunea celor două state ajunsese la punctul de ruptură. Neînțelegerile și-au avut în principal originea în cererea Norvegiei de numire a unor consuli separați și, în cele din urmă, de înființare a unui minister propriu al afacerilor externe. În conformitate cu constituția revizuită din 1814, Norvegia avea dreptul de la birouri consulare separate, dar nu și-a exercitat acest drept din motive financiare și, în parte, personalul diplomatic numit de ministerul suedez al afacerilor externe a reprezentat interesele norvegienilor la un nivel satisfăcător. Cu toate acestea, la sfârșitul secolului al XIX-lea, marina comercială al Norvegiei a devenit rapid unul dintre cele mai mari din lume și unul dintre cei mai importanți factori de dezvoltare a economiei naționale. Se crede din ce în ce mai mult că Norvegia avea nevoie de consuli separați, care să poată sprijini transportatorii maritimi și interesele naționale peste hotare. În parte, cererea pentru consuli separați a devenit, de asemenea, una simbolică, o modalitate de sublinierea a dezamăgirii tot mai mari față de modul de funcționare a Uniunii. 
În Norvegia, disputa privind problemele constituționale a condus la adoptarea de facto  a sistemului parlamentar în 1884, după un vot de neîncredere împotriva cabinetului conservator al lui Christian August Selmer. Cabinetul a fost acuzat că l-a sprijinit pe rege să obstrucționeze reforma prin exercitarea dreptului la veto. Noul guvern liberal al lui Johan Sverdrup a fost instalat cu reticență de către regele Oscar. Noul guvern a pus imediat în aplicare reforme importante, printre care extinderea dreptului la vot și introducerea serviciului militar obligatoriu. Cele două grupuri opuse au înființat formațiuni politice formale în 1884, „Venstre” (stânga) pentru liberali, care voiau să dizolve Uniunea și „Højre” (dreapta) pentru conservatori, care doreau să păstreze o uniune a două state egale.
Liberalii au câștigat alegerile din 1891 cu o mare majoritate cu un program de vot universal pentru toți bărbații și un serviciu consular norvegian separat. Ca un prim pas, noul guvern Steen a propus servicii consulare separate, iar negocierile cu Suedia au fost inițiate. Dar opoziția regală a provocat o serie de crize de cabinet, până când un guvern de coaliție a fost format în 1895 cu Francis Hagerup ca prim-ministru. n acel an a fost numit cel de-al treilea comitet comun al Uniunii, cu șapte membri din fiecare țară, dar nici acesta nu a căzut de acord cu problemele cruciale și a fost desființat în 1898. În condițiile în care amenințărilor războinice ale unei Suedii superioară din punct de vedere militar, Norvegia și-a retras în 1895 pretențiile pentru numirea unor consuli separați. Această renunțarea rușinoasă i-a convins pe membrii guvernului că forțele armate fuseseră prea multă vreme neglijate și a fost inițiată o reînarmare rapidă. Guvernul norvegian a comandat patru cuirasate în Regatul Unit și au fost construite fortificații la frontiere. 

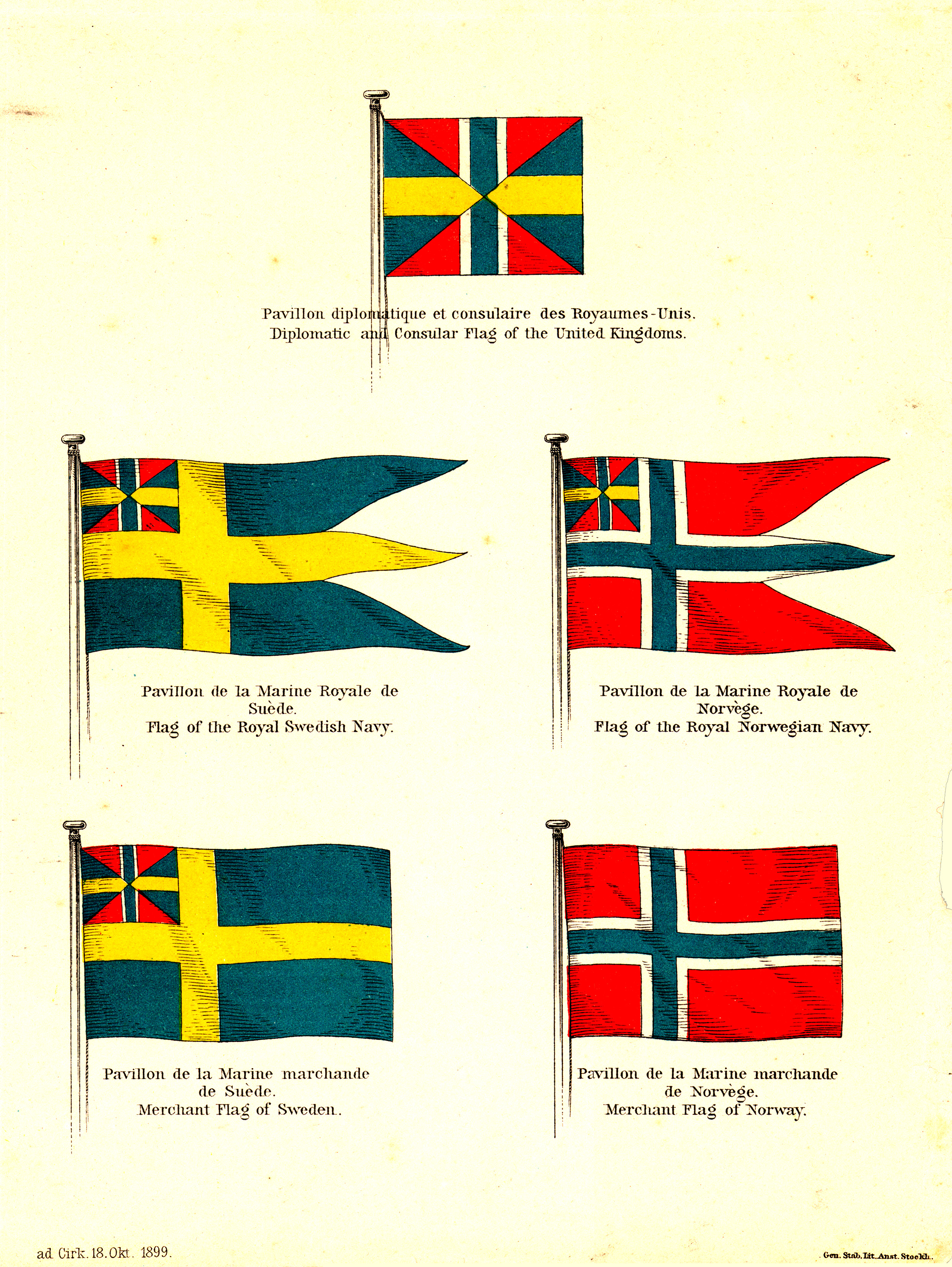
Drapelele suedez și norvegian în 1899, după îndepărtarea insignei uniunii de pe pavilionul comercial norvegian.

În mijlocul negocierilor și discuțiilor care nu ajungeau la niciun rezultat, guvernul suedez a anunțat în 1895 Norvegiei că tratat comercial valabil din 1874, care prevedea o piață comună promițătoare, avea să își înceteze valabilitatea în iulie 1897. Când Suedia sa reîntors la politica vamală protecționistă, Norvegia a reintrodus taxele vamale, iar rezultatul a fost o diminuare considerabilă a comerțului transfrontalier. Contele Lewenhaupt, ministrul suedez al afacerilor externe, care fusese considerat prea prietenos față de norvegieni, a demisionat și a fost înlocuit cu contele Ludvig Douglas, care reprezenta poziția majorității în Prima Cameră a Parlamentului. Cu toate acestea, când Stortingul a votat în 1898 pentru a treia oară un proiect de lege pentru un steag „pur”, fără simbolul Uniunii, legea a fost aprobată fără sancțiune regală. 
Noile alegeri la Riksdag din 1900 au arătat clar că poporul suedez nu era înclinat să urmeze partidul „patriotic” ultraconservator, ceea ce a a dus la demisia celor doi lideri ai acestui partid din Prima Cameră a Parlamentului - profesorul Oscar Alin și mareșalul curții (Hofmarschall) Patric Reuterswärd. Pe de altă parte, fostul profesor de la Universitatea din Gothenburg, E. Carlson, a reușit să formeze un partid de liberali și radicali care, pe lângă faptul că au fost în favoarea extinderii drepturilor electorale, a susținut egalitatea deplină a Norvegiei cu Suedia în gestionarea afacerilor externe. Alegerile din Norvegia, organizate în același an în condițiile noilor drepturi electorale a consfințit victoria liberalilor (Venstre) cu o mare majoritate. Programul liberalilor prevedea înființarea unui minister propriu al afacerilor externe și numirea unor consuli norvegieni. Steen a rămas în funcția de prim-ministru până în 1902, când a fost urmat de Otto Blehr.

### Ultimele încercări de salvare ale Uniunii
Problema consulilor separați norvegieni a fost repusă pe tapet în scurtă vreme. În 1902, ministrul de externe Lagerheim a propus servicii consulare separate, păstrând în același timp un singur minister de externe. Guvernul norvegian a fost de acord cu numire unui nou comitet comun pentru studierea problemei. Rezultatele promițătoare ale negocierilor au fost publicate într-un comunicat de pe 24 martie 1903. S-a ajuns la soluția numirea unor consuli separați, ale căror relații cu ministerul comun al afacerilor externe să fie guvernate de legi identice, care nu puteau fi modificate sau abrogate fără acordul guvernelor ambelor state. Această înțelegere a fost doar un plan preliminar, nu un acord oficial, care să fie obligatoriu pentru guverne. În alegerile din 1903, partidul conservator (Højre) a câștigat un număr mare de voturi cu un program de reconciliere și negocieri. A fost format în octombrie 1903 un nou guvern de coaliție în frunte cu Hagerup, care se baza pe consensul național cu privire la nevoia finalizării negocierilor prin acțiuni unite. O nouă propunere de comunicat a fost prezentată consiliului de stat comun din 11 decembrie, existând speranțe că era iminentă găsirea unei soluții. Regele Oscar a cerut celor două guverne să coopereze pentru emiterea unor propuneri de legi identice. 
Proiectul norvegian pentru legi identice a fost prezentat în luna mai 1904. Acest proiect a fost primit cu o tăcere totală la Stockholm. În timp ce Norvegia nu avusese până atunci un parlament și un guvern mai favorabil Uniunii, s-a dovedit că opinia politică din Suedia s-a îndreptat într-o direcție opusă. Purtătorul de cuvânt pentru problema comunicatului comun, ministrul de externe Lagerheim, a demisionat pe 7 noiembrie datorită divergențelor cu premierul Erik Gustaf Boström și cu ceilalți membri ai guvernului. Boström a făcut o deplasare acum pe cont propriu în Christiania și a prezentat principiile sau condițiile sale neașteptate pentru o înțelegere. Guvernul său s-a reîntors la poziția conform căreia ministrul suedez de externe trebuia să păstreze controlul asupra consulilor norvegieni și, dacă era necesar, să îi demită, și că Suedia ar trebui să fie menționată întotdeauna înaintea Norvegiei în documente oficiale (în ciuda practicii care fusese introdusă încă din 1844). Guvernul norvegian a socotit că aceste cereri erau inacceptabile și incompatibile cu suveranitatea Norvegiei. Cum ministrul de externe trebuia să fie suedez, el nu putea să exercite vreo autoritate asupra instituțiilor norvegiene. Negocierile ulterioare cu privire la astfel de termeni ar fi fost fără scop. 
O nouă propunere suedeză a fost respinsă și, pe 7 februarie 1905, regele a decis în cadrul unei ședințe comune a consiliului de stat ca negocierile începute în 1903 să înceteze. Cu toate acestea, regele istovit încă mai spera la un acord. În ziua următoare, prințul moștenitorGustaf a fost numit regent, iar la 13 februarie a călătorit la Christiania pentru a încerca să salveze Uniunea. În timpul lunii pe care a petrecut-o în Christiania, el a avut întâlniri cu mai membrii guvernului și cu parlamentarii Comitetului Special care fusese format pe 18 februarie pentru conceperea unor legi naționale care să asigure numirea consulilor norvegieni. El ia implorat să nu ia măsuri care să ducă la o ruptură între țări. Cererile regentului nu au fost de nici un folos, pentru că, așa cum a recomandat Comitetul Special pe 6 martie, planurile pentru o legislație națională au continuat, iar guvernul mai înțelegător al lui Hagerup a fost înlocuit cu cabinetul mai inflexibil al lui Christian Michelsen.
După ce s-a reîntors la Stockholm pe 14 martie, prințul Gustaf a convocat un consiliu comun pe 5 aprilie, făcând apel la ambele guverne să se întoarcă la masa negocierilor și să găsească o soluție bazată pe egalitatea deplină între cele două regate. El a propus reforme atât ale ministerului de externe cât și al serviciului consular, cu rezerva expresă că existența unui minister comun de externe suedezo-norvegian era o precondiție a existenței Uniunii. Guvernul norvegian a respins propunerile sale pe 17 aprilie, amintind de încercările eșuate de până atunci și a declarat că va continua cu pregătirile pentru înființarea unui serviciu consular separat. În Suedia însă, ambele camere ale parlamentului au aprobat propunerile prințului moștenitor pe 2 mai 1905. 
Într-o ultimă încercare de a-i potoli pe norvegieni recalcitranți, Boström, considerat a fi un obstacol în calea unor relații mai bune, a fost înlocuit de Johan Ramstedt. Dar aceste manevre nu i-a convins pe norvegieni. Indiferent de convingerile lor politice, norvegienii au ajuns la concluzia că găsirea unei soluții echitabile a conflictului era imposibilă și a existat un consens general că Uniunea trebuie dizolvată. Noul guvern de coaliție a lui Michelsen a colaborat strâns cu Storting pentru conceperea unui plan prin care să forțeze ruptura prin folosirea problemei serviciului consular. 

## Dizolvarea Uniunii

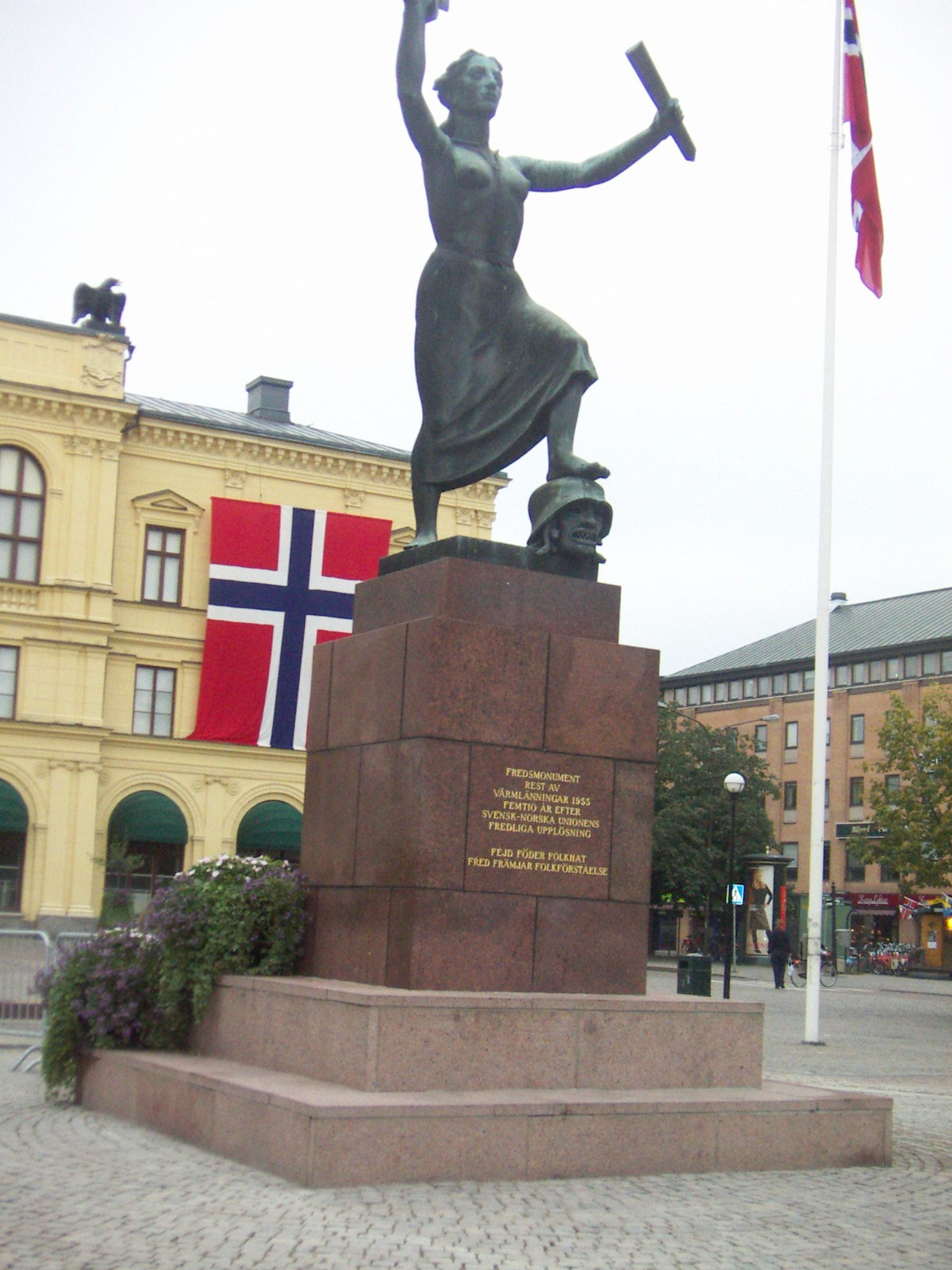
Monumentul păcii din Karlstad a fost dezvelit în piața centrală a orașului în 1955, la comemorarea a 50 de ani de le dizolvarea Uniunii

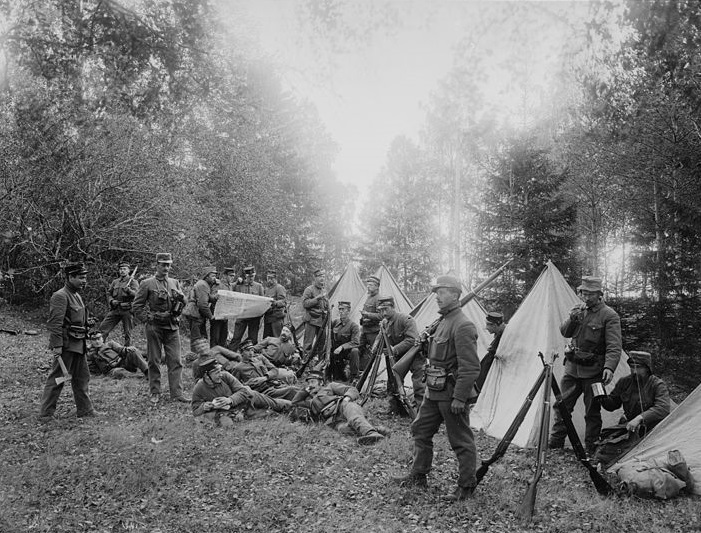
Soldații norvegieni la frontieră în septembrie 1905. Fotografie de Narve Skarpmoen

Pe 23 mai, Stortingul a aprobat propunerea guvernului pentru numirea unor consuli norvegieni separați. Regele Oscar, care a reluat conducerea statului, și-a folosit pe 27 mai dreptul său constituțional de veto pentru respingerea proiectul de lege și, conform planului, guvernul norvegian și-a prezentat demisia. Regele, însă, a declarat că nu poate accepta demisia „de vreme ce nici un alt cabinet nu poate fi acum format”. Miniștrii au refuzat să se supună cererii sale de a-i contrasemna decizia și au plecat imediat la Christiania. 
Regele nu a întreprins în continuare nicio măsură pentru restabilirea condițiilor constituționale. Între timp, s-a stabilit ca dizolvarea formală să fie organizată în ședința Stortingului de pe 7 iunie. Miniștrii și-au oferit demisiile parlamentului, iar Stortingul a adoptat unanim un o rezoluție conform unui plan stabilit mai înainte declarând că uniunea cu Suedia este dizolvată datorită faptului că regele Oscar și-a abandonat în mod efectiv funcția de rege al Norvegiei prin refuzul de a forma un nou guvern. Parlamentul a declarat în continuare că, de vreme ce regele s-a declarat incapabil să formeze noul guvern, puterile constituționale ale monarhului „au încetat să mai fie operative”, după care miniștrii au fost rugați, până la alte instrucțiuni, să-și exercite puterea învestită de Rege conform Constituției – „cu modificările care vor fi necesare, întrucât uniune personală cu Suedia este dizolvată, deoarece regele a încetat să mai acționeze ca rege al Norvegiei
Reacțiile Suediei a acțiunile Stortingului au fost puternice. Regele a protestat solemn și a convocat o sesiune extraordinară a Riksdagului pentru 20 iunie pentru analizarea măsurilor care trebuiau luate după „revolta” norvegienilor. Riksdagul a declarat că este dispus să negocieze condițiile pentru dizolvarea Uniunii dacă poporul norvegian, printr-un plebiscit, declară că este în favoarea acesteia. Riksdagul a votat să îi fie puse la dispoziție 100 de milioane de kronor, dacă va fi nevoie. Se subînțelegea, deși nu s-a afirmat în mod deschis, că suma urma să fie o rezervă pentru pregătirile necesare în caz de război. Amenințarea de război a fost considerată reală de ambele tabere, iar Norvegia a răspuns prin împrumutarea a 40 milioane de kroner din Franța pentru același scop nedeclarat.
Guvernul norvegian știa în avans de pretențiile parlamentului suedez și a organizat mai înainte ca ele să fie prezentate oficial un plebiscit pentru data de 13 august. În acest fel, norvegienii au prevenit orice afirmație făcută de adversarii independenței conform cărora referendumul ar fi fost făcut doar ca răspuns la cererile venite de la Stockholm. Oamenilor nu li s-a cerut să răspundă prin da sau nu la o întrebare legată de dizolvarea uniuni, ci să „confirme că dizolvarea avusese deja loc”. Răspunsul a fost o majoritate covârșitoare de 368.392 voturi pentru dizolvare și doar 184 împotrivă. După ce Stortingul a cerut cooperarea parlamentarilor sudezi pentru abrogarea Actului Uniunii, delegații din ambele țări s-au reunit la Karlstad pe 31 august. În același timp, date fiind concentrările de trupe suedeze la graniță, guvernul norvegian a mobilizat trupele terestre și marina pe 13 septembrie. În urma negocierilor s-a ajuns la un acord pe 23 septembrie. Principalele puncte ale acordului prevedeau că litigiile dintre țări ar trebui în viitor să fie adresate Curții permanente de arbitraj la Haga, că ar trebui stabilită o zonă neutră de ambele părți ale frontierei și că fortificațiile norvegiene din zona trebuiau să fie demolate. 
Ambele parlamente au ratificat înțelegerea și au revocat Actul Uniunii pe 16 octombrie. Zece zile după acest eveniment, regele Oscar a renunțat la drepturile sale la coroana norvegiană în numele lui și al urmașilor lui. El a respins de asemenea o cerere a Stortingului să permită prinților Casei deBernadotte să acceadă la tronul Norvegiei. Stortingul a oferit prin urmare tronul prințului Carol al Danemarcei, care a acceptat după ce norvegienii au votat într-un nou plebiscit, care a confirmat monarhia. Noul rege a sosit în Norvegia pe 25 noiembrie 1905 și a urcat pe tron cu numele de Haakon al VII-lea.

## Analiza evenimentelor din 1905
Evenimentele din 1905 au pus capăt unei uniuni chinuite dintre Suedia și Norvegia, în care cele două țări intraseră în 1814, Norvegia fără tragere de inimă, obligată de către Suedia, care a amenințat cu folosirea forței. Evenimentele din 1814 și 1905 au multe în comun, dar există și câteva diferențe semnificative:
- În 1814, lupta norvegienilor pentru independență a reprezentat un proiect inițiat de clasa superioară, cu sprijin popular nesemnificativ. În 1905, procesul a fost rezultatul unui consens popular și dus la bun sfârșit de reprezentanții aleși ai poporului.
- Uniunea din 1814 a fost rezultatul inițiativei suedeze, în vreme ce disoluția din 1905 a avut loc la inițiativa Norvegiei..
- Criza din 1814 a fost declanșată deoarece Suedia a văzut Norvegia drept pradă legitimă a război și compensație pentru pierderea Finlandei în 1809, în timp ce Norvegia și-a întemeiat independența pe principiul suveranității populare. Criza a fost rezolvată datorită înțelepciunii și conducerii responsabile a liderilor politici din ambele tabere. Criza din 1905 a fost cauzată de creșterea valului naționalist de la sfârșitul secolului al XIX-lea, în vreme ce valul de critici la adresa Uniunii a avut tot mai mulți adepți în ambele țări.
- În 1814, Norvegia era cea mai puternic dezvoltată țară scandinavă din punct de vedere industrial și comercial din Scandinavia, deși avea instituții guvernamentale înființate relativ recent. În 1905, Norvegia era un stat puternic dezvoltat, cu 91 de ani de conducere independentă, (socotiți din momentul separării de Danemarca). Forțele sale armate nu se mai aflau într-o inferioritate numerică copleșitoare față de cele ale Suediei.
- Marile puteri au perceput independența Norvegiei într-un mod favorabil în 1905 față de anul 1814.

## Vedeți și:
- Listă de monarhi ai Suediei
- Listă de regi ai Norvegiei
- Istoria Norvegiei
- Istoria Suediei
- Istoria Danemarcei

## Legături externe
- "Debating the Treaty of Stockholm, 3d March 1813", pe pagina Universității din Oslo; include textele tratatelor de la Stockholm (1813) și St. Petersburg (1813)
- "Treaty between Her Majesty, the Emperor of the French, and the King of Sweden and Norway. Signed at Stockholm, 21 noiembrie 1855", disponibil pe Google Books fr  &